# Marquesado de Gibraleón

Mapa del Reino de Sevilla (1750-54), según las Respuestas Generales del Catastro de Ensenada. En marrón claro los estados de la Casa de Gibraleón en dicho reino.

El marquesado de Gibraleón es el título nobiliario español español que el rey Carlos I concedió en 1526 a Álvaro de Zúñiga y Pérez de Guzmán, hijo primogénito de Pedro de Zúñiga, II conde de Bañares, y de Teresa de Guzmán, señora de Ayamonte.
Su nombre se refiere al municipio andaluz de Gibraleón, en la provincia de Huelva.

## Historia del señorío y marquesado de Gibraleón
En 1306 Alfonso de la Cerda, nieto del rey Alfonso X el Sabio, recibió el señorío de Gibraleón como parte de las compensaciones establecidas por renunciar a sus derechos al trono. Surgía así uno de los señoríos más antiguos e importantes del territorio onubense, objeto de disputas y ambiciones nobiliarias. Su nieta María de la Cerda, casó con Pedro Núñez de Guzmán, señor de Brizuela y Manzanedo. Su tataranieta, Isabel Núñez de Guzmán, señora de Gibraleón, casó con Pedro de Zúñiga, I Conde de Ledesma, matrimonio del que nació Álvaro de Zúñiga, I Duque de Béjar, cuyo hijo Pedro de Zúñiga y Manrique, por casamiento con la IV señora de Ayamonte, tuvo a Álvaro de Zúñiga y Pérez de Guzmán, a quien Carlos I concedió en 1526 el marquesado de Gibraleón, hermano del I marqués de Ayamonte. Este murió sin descendencia legítima por lo que el marquesado de Gibraleón pasó a su sobrina Teresa de Zúñiga Guzmán y Manrique, III duquesa de Béjar, quien reunió en su persona ambos marquesados, para luego separarlos de nuevo concediéndolos a dos de sus hijos. Posteriormente, al morir sin sucesión el XIII marqués de Ayamonte, el título recaería en la casa de Arcos, que por matrimonio pasaría a la casa de Osuna. Con la extinción de esta última, el marquesado pasó a la XVI duquesa de Béjar, bisnieta del IX duque de Osuna, casada con Luis Manuel Roca de Togores, I marqués de Asprillas, en cuyos descendientes perdura el marquesado.

## Señores de Gibraleón
- Alfonso de la Cerda, el Desheredado, infante de Castilla, I señor de Gibraleón.
- Juan Alfonso de la Cerda, II señor de Gibraleón.
- Juan de la Cerda, III señor de Gibraleón.
- Isabel de la Cerda, IV señora de Gibraleón.
- Gastón de Bearne y la Cerda, V señor de Gibraleón.

- Alfonso Pérez de Guzmán, I señor de Gibraleón.
- Álvar Pérez de Guzmán, II señor de Gibraleón.
- Isabel de Guzmán y Ayala, III señora de Gibraleón.
- Álvaro de Zúñiga y Leyva o Guzmán, IV señor de Gibraleón.[2]

## Marqueses de Gibraleón
- Álvaro II de Zúñiga y Guzmán (ca. 1455-Béjar, 28 de septiembre de 1531), I marqués de Gibraleón. Se casó en 1489 con su tía paterna María de Zúñiga, señora de Burguillos, Sin descendencia.[1]

- Teresa de Zúñiga y Guzmán, Manrique de Lara y Castro, II marquesa de Gibraleón, III duquesa de Béjar, III duquesa de Plasencia,II marquesa de Ayamonte, IV condesa de Bañares.

- Manuel de Zúñiga y Sotomayor, III marqués de Gibraleón.

- Alonso de Zúñiga y Sotomayor, IV marqués de Gibraleón.

- Francisco de Zúñiga y Sotomayor, V marqués de Gibraleón.

- Francisco Diego López de Zúñiga Sotomayor y Mendoza, VI marqués de Gibraleón.

- Alfonso Diego López de Zúñiga Sotomayor y Pérez de Guzmán, VII marqués de Gibraleón.

- Francisco Diego López de Zúñiga Guzmán y Sotomayor, VIII marqués de Gibraleón.

- Alfonso Diego López de Zúñiga Guzmán Sotomayor y Mendoza, IX marqués de Gibraleóny X conde de Belalcázar).

- Juan Manuel López de Zúñiga Sotomayor y Mendoza, X marqués de Gibraleóny XI conde de Belalcázar.

- Manuel Diego López de Zúñiga Sotomayor y Mendoza y Sarmiento de Silva, XI marqués de Gibraleón y XII conde de Belalcázar.

- Juan Manuel Diego López de Zúñiga Sotomayor y Castro, XII marqués de Gibraleón y XIII conde de Belalcázar.

- Joaquín Diego López de Zúñiga Sotomayor Castro y Portugal, XIII marqués de Gibraleón y XIV conde de Belalcázar.

- María Josefa de la Soledad Alfonso-Pimentel de Borja Zúñiga Enríquez Ponce de León, XIV marquesa de Gibraleón (XII Duquesa de Arcos) y XV condesa de Belalcázar.

- Pedro de Alcántara Téllez-Girón y Beaufort Spontin, XV marqués de Gibraleón (XIII duque de Osuna).

- Mariano Francisco Tellez-Giron y Beaufort, XVI marqués de Gibraleón.

- María del Rosario Téllez-Girón y Fernández de Velasco Pacheco, XVII marqués de Gibraleón.

- Jaime Tirso Pedro Roca de Togores y Téllez-Girón, XVIII marqués de Gibraleón.

- Luis Roca de Togores y Téllez-Girón, XIX marqués de Gibraleón (XV marqués de Peñafiel).

- Ignacio Roca de Togores y Tordesillas, XX marqués de Gibraleón.

- Luis Dimas Roca de Togores y Rodríguez de Mesa, XXI marqués de Gibraleón.

- Ignacio Roca de Togores y Álvarez-Correa, XXII marqués de Gibraleón.

Casado con Mohini Shaffrath.

### Árbol genealógico
| \| \| \| \| \| \| \| \| \| \| \| \| \| \| \| \| \| \| \| \| \| \| \| \| \| Álvaro de Zúñiga, I duque de Béjar († 1488) \| \| \| \| \| \| \| \| \| \| \| \| \| \| \| \| \| \| \| \| \| \| \| \| \| \| \| \| \| \| \| \| \| \| \| \| \| \| \| \| \| \| \| \| \| \| \| \| \| \| \| \| \| \| \| \| \| \| \| \| \| \| \| \| \| \| \| \| \| \| \| \| \| \| \| \| \| \| \| \| \| \| \| \| \| \| \| \| \| \| \| \| \| \| \| \| \| \| \| \| \| \| \| \| \| \| \| \| \| \| \| \| \| \| \| \| \| \| \| \| \| \| \| \| \| \| \| \| \| \| \| \| \| \| \| \| \| \| \| \| \| \| \| \| \| \| \| \| \| \| \| \| \| \| Pedro de Zúñiga, II conde de Bañares (1430-1484) \| \| \| \| \| \| \| \| \| \| \| \| \| \| \| \| \| \| \| \| \| \| \| \| \| \| \| \| \| \| \| \| \| \| \| \| \| \| \| \| \| \| \| \| \| \| \| \| \| \| \| \| \| \| \| \| \| \| \| \| \| \| \| \| \| \| \| \| \| \| \| \| \| \| \| \| \| \| \| \| \| \| \| \| \| \| \| \| \| \| \| \| \| \| \| \| \| \| \| \| \| \| \| \| \| \| \| \| \| \| \| \| \| \| \| \| \| \| \| \| \| \| \| \| \| \| \| \| \| \| \| \| \| \| \| \| \| \| \| \| \| \| \| \| \| \| \| \| \| \| \| \| \| \| \| \| \| \| \| \| \| \| \| \| \| \| \| \| \| \| \| \| \| \| \| \| \| \| \| \| \| \| \| \| \| \| \| \| \| \| \| \| \| \| \| \| \| \| \| \| \| \| \| \| \| \| \| \| \| \| \| \| \| \| \| \| \| \| \| \| \| \| \| Álvaro de Zúñiga, II duque de Béjar, I marqués de Gibraleón († 1531) \| Álvaro de Zúñiga, II duque de Béjar, I marqués de Gibraleón († 1531) \| Álvaro de Zúñiga, II duque de Béjar, I marqués de Gibraleón († 1531) \| Álvaro de Zúñiga, II duque de Béjar, I marqués de Gibraleón († 1531) \| Álvaro de Zúñiga, II duque de Béjar, I marqués de Gibraleón († 1531) \| Álvaro de Zúñiga, II duque de Béjar, I marqués de Gibraleón († 1531) \| \| \| Francisco de Zúñiga, I marqués de Ayamonte († 1525) \| Francisco de Zúñiga, I marqués de Ayamonte († 1525) \| Francisco de Zúñiga, I marqués de Ayamonte († 1525) \| Francisco de Zúñiga, I marqués de Ayamonte († 1525) \| Francisco de Zúñiga, I marqués de Ayamonte († 1525) \| Francisco de Zúñiga, I marqués de Ayamonte († 1525) \| \| \| \| \| \| \| \| \| \| \| \| \| \| \| \| \| \| \| \| \| \| \| \| \| \| \| \| \| \| \| \| \| \| \| \| \| \| \| \| \| \| \| \| \| \| \| \| \| \| \| \| \| \| \| \| \| \| \| \| \| \| \| \| Álvaro de Zúñiga, II duque de Béjar, I marqués de Gibraleón († 1531) \| Álvaro de Zúñiga, II duque de Béjar, I marqués de Gibraleón († 1531) \| Álvaro de Zúñiga, II duque de Béjar, I marqués de Gibraleón († 1531) \| Álvaro de Zúñiga, II duque de Béjar, I marqués de Gibraleón († 1531) \| Álvaro de Zúñiga, II duque de Béjar, I marqués de Gibraleón († 1531) \| Álvaro de Zúñiga, II duque de Béjar, I marqués de Gibraleón († 1531) \| \| \| Francisco de Zúñiga, I marqués de Ayamonte († 1525) \| Francisco de Zúñiga, I marqués de Ayamonte († 1525) \| Francisco de Zúñiga, I marqués de Ayamonte († 1525) \| Francisco de Zúñiga, I marqués de Ayamonte († 1525) \| Francisco de Zúñiga, I marqués de Ayamonte († 1525) \| Francisco de Zúñiga, I marqués de Ayamonte († 1525) \| \| \| \| \| \| \| \| \| \| \| \| \| \| \| \| \| \| \| \| \| \| \| \| \| \| \| \| \| \| \| \| \| \| \| \| \| \| \| \| \| \| \| \| \| \| \| \| \| \| \| \| \| \| \| \| \| \| \| \| \| \| \| \| \| \| \| \| \| \| \| \| Teresa de Zúñiga, III duquesa de Béjar, II marquesa de Gibraleón (1502-1565) \| \| \| \| \| \| \| \| \| \| \| \| \| \| \| \| \| \| \| \| \| \| \| \| \| \| \| \| \| \| \| \| \| \| \| \| \| \| \| \| \| \| \| \| \| \| \| \| \| \| \| \| \| \| \| \| \| \| \| \| \| \| \| \| \| \| \| \| \| \| \| \| \| \| \| \| \| \| \| \| \| \| \| \| \| \| \| \| \| \| \| \| \| \| \| \| \| \| \| \| \| \| \| \| \| \| \| \| \| \| \| \| \| \| \| \| \| \| \| \| \| \| \| \| \| \| \| \| \| \| \| \| \| \| \| \| \| \| \| \| \| \| \| \| \| \| \| \| \| \| \| \| \| \| \| \| \| \| \| \| \| \| \| \| \| \| \| \| \| \| \| \| \| \| \| \| \| \| \| \| \| \| \| \| \| \| \| \| \| \| \| \| \| \| \| \| \| \| \| \| \| \| \| \| \| \| \| \| \| \| \| \| \| \| \| Manuel de Zúñiga Sotomayor, III marqués de Gibraleón \| Manuel de Zúñiga Sotomayor, III marqués de Gibraleón \| Manuel de Zúñiga Sotomayor, III marqués de Gibraleón \| Manuel de Zúñiga Sotomayor, III marqués de Gibraleón \| Manuel de Zúñiga Sotomayor, III marqués de Gibraleón \| Manuel de Zúñiga Sotomayor, III marqués de Gibraleón \| \| \| Alonso de Zúñiga Sotomayor, IV marqués de Gibraleón († 1544) \| Alonso de Zúñiga Sotomayor, IV marqués de Gibraleón († 1544) \| Alonso de Zúñiga Sotomayor, IV marqués de Gibraleón († 1544) \| Alonso de Zúñiga Sotomayor, IV marqués de Gibraleón († 1544) \| Alonso de Zúñiga Sotomayor, IV marqués de Gibraleón († 1544) \| Alonso de Zúñiga Sotomayor, IV marqués de Gibraleón († 1544) \| \| \| Francisco de Zúñiga Sotomayor, IV duque de Béjar, V marqués de Gibraleón (1523-1591) \| Francisco de Zúñiga Sotomayor, IV duque de Béjar, V marqués de Gibraleón (1523-1591) \| Francisco de Zúñiga Sotomayor, IV duque de Béjar, V marqués de Gibraleón (1523-1591) \| Francisco de Zúñiga Sotomayor, IV duque de Béjar, V marqués de Gibraleón (1523-1591) \| Francisco de Zúñiga Sotomayor, IV duque de Béjar, V marqués de Gibraleón (1523-1591) \| Francisco de Zúñiga Sotomayor, IV duque de Béjar, V marqués de Gibraleón (1523-1591) \| \| \| \| \| \| \| \| \| \| \| \| \| \| \| \| \| \| \| \| \| \| \| \| \| \| \| \| \| \| \| \| \| \| \| \| \| \| \| \| \| \| \| \| \| \| \| \| \| \| \| \| \| \| \| \| Manuel de Zúñiga Sotomayor, III marqués de Gibraleón \| Manuel de Zúñiga Sotomayor, III marqués de Gibraleón \| Manuel de Zúñiga Sotomayor, III marqués de Gibraleón \| Manuel de Zúñiga Sotomayor, III marqués de Gibraleón \| Manuel de Zúñiga Sotomayor, III marqués de Gibraleón \| Manuel de Zúñiga Sotomayor, III marqués de Gibraleón \| \| \| Alonso de Zúñiga Sotomayor, IV marqués de Gibraleón († 1544) \| Alonso de Zúñiga Sotomayor, IV marqués de Gibraleón († 1544) \| Alonso de Zúñiga Sotomayor, IV marqués de Gibraleón († 1544) \| Alonso de Zúñiga Sotomayor, IV marqués de Gibraleón († 1544) \| Alonso de Zúñiga Sotomayor, IV marqués de Gibraleón († 1544) \| Alonso de Zúñiga Sotomayor, IV marqués de Gibraleón († 1544) \| \| \| Francisco de Zúñiga Sotomayor, IV duque de Béjar, V marqués de Gibraleón (1523-1591) \| Francisco de Zúñiga Sotomayor, IV duque de Béjar, V marqués de Gibraleón (1523-1591) \| Francisco de Zúñiga Sotomayor, IV duque de Béjar, V marqués de Gibraleón (1523-1591) \| Francisco de Zúñiga Sotomayor, IV duque de Béjar, V marqués de Gibraleón (1523-1591) \| Francisco de Zúñiga Sotomayor, IV duque de Béjar, V marqués de Gibraleón (1523-1591) \| Francisco de Zúñiga Sotomayor, IV duque de Béjar, V marqués de Gibraleón (1523-1591) \| \| \| \| \| \| \| \| \| \| \| \| \| \| \| \| \| \| \| \| \| \| \| \| \| \| \| \| \| \| \| \| \| \| \| \| \| \| \| \| \| \| \| \| \| \| \| \| \| \| \| \| \| \| \| \| \| \| \| \| \| \| \| \| \| \| \| \| \| \| \| \| Francisco Diego de Zúñiga Sotomayor, V duque de Béjar, VI marqués de Gibraleón (1550-1601) \| \| \| \| \| \| \| \| \| \| \| \| \| \| \| \| \| \| \| \| \| \| \| \| \| \| \| \| \| \| \| \| \| \| \| \| \| \| \| \| \| \| \| \| \| \| \| \| \| \| \| \| \| \| \| \| \| \| \| \| \| \| \| \| \| \| \| \| \| \| \| \| \| \| \| \| \| \| \| \| \| \| \| \| \| \| \| \| \| \| \| \| \| \| \| \| \| \| \| \| \| \| \| \| \| \| \| \| \| \| \| \| \| \| \| \| \| \| \| \| \| \| \| \| \| \| \| \| \| \| \| \| \| \| \| \| \| \| \| \| \| \| \| \| \| \| \| \| \| \| \| \| \| \| Alonso Diego de Zúñiga Sotomayor, VI duque de Béjar, VII marqués de Gibraleón (1578-1619) \| \| \| \| \| \| \| \| \| \| \| \| \| \| \| \| \| \| \| \| \| \| \| \| \| \| \| \| \| \| \| \| \| \| \| \| \| \| \| \| \| \| \| \| \| \| \| \| \| \| \| \| \| \| \| \| \| \| \| \| \| \| \| \| \| \| \| \| \| \| \| \| \| \| \| \| \| \| \| \| \| \| \| \| \| \| \| \| \| \| \| \| \| \| \| \| \| \| \| \| \| \| \| \| \| \| \| \| \| \| \| \| \| \| \| \| \| \| \| \| \| \| \| \| \| \| \| \| \| \| \| \| \| \| \| \| \| \| \| \| \| \| \| \| \| \| \| \| \| \| \| \| \| \| Francisco Diego de Zúñiga Sotomayor, VII duque de Béjar, VIII marqués de Gibraleón (1596-1636) \| \| \| \| \| \| \| \| \| \| \| \| \| \| \| \| \| \| \| \| \| \| \| \| \| \| \| \| \| \| \| \| \| \| \| \| \| \| \| \| \| \| \| \| \| \| \| \| \| \| \| \| \| \| \| \| \| \| \| \| \| \| \| \| \| \| \| \| \| \| \| \| \| \| \| \| \| \| \| \| \| \| \| \| \| \| \| \| \| \| \| \| \| \| \| \| \| \| \| \| \| \| \| \| \| \| \| \| \| \| \| \| \| \| \| \| \| \| \| \| \| \| \| \| \| \| \| \| \| \| \| \| \| \| \| \| \| \| \| \| \| \| \| \| \| \| \| \| \| \| \| \| \| \| \| \| \| \| \| \| \| \| \| \| \| \| \| \| \| \| \| \| \| \| \| \| \| \| \| \| \| \| \| \| \| \| \| \| \| \| \| \| \| \| \| \| \| \| \| \| \| \| \| \| \| \| \| \| \| \| \| \| \| \| \| \| \| \| \| \| \| \| \| Alfonso Diego de Zúñiga Sotomayor, VIII duque de Béjar, IX marqués de Gibraleón (1621-1660) \| Alfonso Diego de Zúñiga Sotomayor, VIII duque de Béjar, IX marqués de Gibraleón (1621-1660) \| Alfonso Diego de Zúñiga Sotomayor, VIII duque de Béjar, IX marqués de Gibraleón (1621-1660) \| Alfonso Diego de Zúñiga Sotomayor, VIII duque de Béjar, IX marqués de Gibraleón (1621-1660) \| Alfonso Diego de Zúñiga Sotomayor, VIII duque de Béjar, IX marqués de Gibraleón (1621-1660) \| Alfonso Diego de Zúñiga Sotomayor, VIII duque de Béjar, IX marqués de Gibraleón (1621-1660) \| \| \| Juan Manuel de Zúñiga Sotomayor, IX duque de Béjar, X marqués de Gibraleón (1622-1660) \| Juan Manuel de Zúñiga Sotomayor, IX duque de Béjar, X marqués de Gibraleón (1622-1660) \| Juan Manuel de Zúñiga Sotomayor, IX duque de Béjar, X marqués de Gibraleón (1622-1660) \| Juan Manuel de Zúñiga Sotomayor, IX duque de Béjar, X marqués de Gibraleón (1622-1660) \| Juan Manuel de Zúñiga Sotomayor, IX duque de Béjar, X marqués de Gibraleón (1622-1660) \| Juan Manuel de Zúñiga Sotomayor, IX duque de Béjar, X marqués de Gibraleón (1622-1660) \| \| \| \| \| \| \| \| \| \| \| \| \| \| \| \| \| \| \| \| \| \| \| \| \| \| \| \| \| \| \| \| \| \| \| \| \| \| \| \| \| \| \| \| \| \| \| \| \| \| \| \| \| \| \| \| \| \| \| \| \| \| \| \| Alfonso Diego de Zúñiga Sotomayor, VIII duque de Béjar, IX marqués de Gibraleón (1621-1660) \| Alfonso Diego de Zúñiga Sotomayor, VIII duque de Béjar, IX marqués de Gibraleón (1621-1660) \| Alfonso Diego de Zúñiga Sotomayor, VIII duque de Béjar, IX marqués de Gibraleón (1621-1660) \| Alfonso Diego de Zúñiga Sotomayor, VIII duque de Béjar, IX marqués de Gibraleón (1621-1660) \| Alfonso Diego de Zúñiga Sotomayor, VIII duque de Béjar, IX marqués de Gibraleón (1621-1660) \| Alfonso Diego de Zúñiga Sotomayor, VIII duque de Béjar, IX marqués de Gibraleón (1621-1660) \| \| \| Juan Manuel de Zúñiga Sotomayor, IX duque de Béjar, X marqués de Gibraleón (1622-1660) \| Juan Manuel de Zúñiga Sotomayor, IX duque de Béjar, X marqués de Gibraleón (1622-1660) \| Juan Manuel de Zúñiga Sotomayor, IX duque de Béjar, X marqués de Gibraleón (1622-1660) \| Juan Manuel de Zúñiga Sotomayor, IX duque de Béjar, X marqués de Gibraleón (1622-1660) \| Juan Manuel de Zúñiga Sotomayor, IX duque de Béjar, X marqués de Gibraleón (1622-1660) \| Juan Manuel de Zúñiga Sotomayor, IX duque de Béjar, X marqués de Gibraleón (1622-1660) \| \| \| \| \| \| \| \| \| \| \| \| \| \| \| \| \| \| \| \| \| \| \| \| \| \| \| \| \| \| \| \| \| \| \| \| \| \| \| \| \| \| \| \| \| \| \| \| \| \| \| \| \| \| \| \| \| \| \| \| \| \| \| \| \| \| \| \| \| \| \| \| \| \| \| \| \| \| \| \| \| \| \| \| \| \| \| \| \| \| \| \| \| \| \| \| \| \| \| \| \| \| \| \| \| \| \| \| \| \| \| \| \| \| \| \| \| \| \| \| \| \| \| \| \| \| \| \| \| \| \| \| \| \| \| \| \| \| \| \| \| \| \| \| \| \| \| \| \| Manuela de Zúñiga Sotomayor, condesa duquesa de Benavente \| Manuela de Zúñiga Sotomayor, condesa duquesa de Benavente \| Manuela de Zúñiga Sotomayor, condesa duquesa de Benavente \| Manuela de Zúñiga Sotomayor, condesa duquesa de Benavente \| Manuela de Zúñiga Sotomayor, condesa duquesa de Benavente \| Manuela de Zúñiga Sotomayor, condesa duquesa de Benavente \| \| \| Manuel Diego de Zúñiga Sotomayor, X duque de Béjar, XI marqués de Gibraleón (1657-1686) \| Manuel Diego de Zúñiga Sotomayor, X duque de Béjar, XI marqués de Gibraleón (1657-1686) \| Manuel Diego de Zúñiga Sotomayor, X duque de Béjar, XI marqués de Gibraleón (1657-1686) \| Manuel Diego de Zúñiga Sotomayor, X duque de Béjar, XI marqués de Gibraleón (1657-1686) \| Manuel Diego de Zúñiga Sotomayor, X duque de Béjar, XI marqués de Gibraleón (1657-1686) \| Manuel Diego de Zúñiga Sotomayor, X duque de Béjar, XI marqués de Gibraleón (1657-1686) \| \| \| \| \| \| \| \| \| \| \| \| \| \| \| \| \| \| \| \| \| \| \| \| \| \| \| \| \| \| \| \| \| \| \| \| \| \| \| \| \| \| \| \| \| \| \| \| \| \| \| \| \| \| \| \| \| \| \| \| \| \| \| \| Manuela de Zúñiga Sotomayor, condesa duquesa de Benavente \| Manuela de Zúñiga Sotomayor, condesa duquesa de Benavente \| Manuela de Zúñiga Sotomayor, condesa duquesa de Benavente \| Manuela de Zúñiga Sotomayor, condesa duquesa de Benavente \| Manuela de Zúñiga Sotomayor, condesa duquesa de Benavente \| Manuela de Zúñiga Sotomayor, condesa duquesa de Benavente \| \| \| Manuel Diego de Zúñiga Sotomayor, X duque de Béjar, XI marqués de Gibraleón (1657-1686) \| Manuel Diego de Zúñiga Sotomayor, X duque de Béjar, XI marqués de Gibraleón (1657-1686) \| Manuel Diego de Zúñiga Sotomayor, X duque de Béjar, XI marqués de Gibraleón (1657-1686) \| Manuel Diego de Zúñiga Sotomayor, X duque de Béjar, XI marqués de Gibraleón (1657-1686) \| Manuel Diego de Zúñiga Sotomayor, X duque de Béjar, XI marqués de Gibraleón (1657-1686) \| Manuel Diego de Zúñiga Sotomayor, X duque de Béjar, XI marqués de Gibraleón (1657-1686) \| \| \| \| \| \| \| \| \| \| \| \| \| \| \| \| \| \| \| \| \| \| \| \| \| \| \| \| \| \| \| \| \| \| \| \| \| \| \| \| \| \| \| \| \| \| \| \| \| \| \| \| \| \| \| \| \| \| \| \| \| \| \| \| Antonio Francisco Pimentel, XIII conde X duque de Benavente († 1743) \| Antonio Francisco Pimentel, XIII conde X duque de Benavente († 1743) \| Antonio Francisco Pimentel, XIII conde X duque de Benavente († 1743) \| Antonio Francisco Pimentel, XIII conde X duque de Benavente († 1743) \| Antonio Francisco Pimentel, XIII conde X duque de Benavente († 1743) \| Antonio Francisco Pimentel, XIII conde X duque de Benavente († 1743) \| \| \| Juan Manuel de Zúñiga Sotomayor, XI duque de Béjar, XII marqués de Gibraleón (1680-1647) \| Juan Manuel de Zúñiga Sotomayor, XI duque de Béjar, XII marqués de Gibraleón (1680-1647) \| Juan Manuel de Zúñiga Sotomayor, XI duque de Béjar, XII marqués de Gibraleón (1680-1647) \| Juan Manuel de Zúñiga Sotomayor, XI duque de Béjar, XII marqués de Gibraleón (1680-1647) \| Juan Manuel de Zúñiga Sotomayor, XI duque de Béjar, XII marqués de Gibraleón (1680-1647) \| Juan Manuel de Zúñiga Sotomayor, XI duque de Béjar, XII marqués de Gibraleón (1680-1647) \| \| \| \| \| \| \| \| \| \| \| \| \| \| \| \| \| \| \| \| \| \| \| \| \| \| \| \| \| \| \| \| \| \| \| \| \| \| \| \| \| \| \| \| \| \| \| \| \| \| \| \| \| \| \| \| \| \| \| \| \| \| \| \| Antonio Francisco Pimentel, XIII conde X duque de Benavente († 1743) \| Antonio Francisco Pimentel, XIII conde X duque de Benavente († 1743) \| Antonio Francisco Pimentel, XIII conde X duque de Benavente († 1743) \| Antonio Francisco Pimentel, XIII conde X duque de Benavente († 1743) \| Antonio Francisco Pimentel, XIII conde X duque de Benavente († 1743) \| Antonio Francisco Pimentel, XIII conde X duque de Benavente († 1743) \| \| \| Juan Manuel de Zúñiga Sotomayor, XI duque de Béjar, XII marqués de Gibraleón (1680-1647) \| Juan Manuel de Zúñiga Sotomayor, XI duque de Béjar, XII marqués de Gibraleón (1680-1647) \| Juan Manuel de Zúñiga Sotomayor, XI duque de Béjar, XII marqués de Gibraleón (1680-1647) \| Juan Manuel de Zúñiga Sotomayor, XI duque de Béjar, XII marqués de Gibraleón (1680-1647) \| Juan Manuel de Zúñiga Sotomayor, XI duque de Béjar, XII marqués de Gibraleón (1680-1647) \| Juan Manuel de Zúñiga Sotomayor, XI duque de Béjar, XII marqués de Gibraleón (1680-1647) \| \| \| \| \| \| \| \| \| \| \| \| \| \| \| \| \| \| \| \| \| \| \| \| \| \| \| \| \| \| \| \| \| \| \| \| \| \| \| \| \| \| \| \| \| \| \| \| \| \| \| \| \| \| \| \| \| \| \| \| \| \| \| \| Francisco Alfonso Pimentel, XIV conde XI duque de Benavente (1707-1763) \| Francisco Alfonso Pimentel, XIV conde XI duque de Benavente (1707-1763) \| Francisco Alfonso Pimentel, XIV conde XI duque de Benavente (1707-1763) \| Francisco Alfonso Pimentel, XIV conde XI duque de Benavente (1707-1763) \| Francisco Alfonso Pimentel, XIV conde XI duque de Benavente (1707-1763) \| Francisco Alfonso Pimentel, XIV conde XI duque de Benavente (1707-1763) \| \| \| Joaquín Diego de Zúñiga Sotomayor, XII duque de Béjar, XIII marqués de Gibraleón (1715-1777) \| Joaquín Diego de Zúñiga Sotomayor, XII duque de Béjar, XIII marqués de Gibraleón (1715-1777) \| Joaquín Diego de Zúñiga Sotomayor, XII duque de Béjar, XIII marqués de Gibraleón (1715-1777) \| Joaquín Diego de Zúñiga Sotomayor, XII duque de Béjar, XIII marqués de Gibraleón (1715-1777) \| Joaquín Diego de Zúñiga Sotomayor, XII duque de Béjar, XIII marqués de Gibraleón (1715-1777) \| Joaquín Diego de Zúñiga Sotomayor, XII duque de Béjar, XIII marqués de Gibraleón (1715-1777) \| \| \| \| \| \| \| \| \| \| \| \| \| \| \| \| \| \| \| \| \| \| \| \| \| \| \| \| \| \| \| \| \| \| \| \| \| \| \| \| \| \| \| \| \| \| \| \| \| \| \| \| \| \| \| \| \| \| \| \| \| \| \| \| Francisco Alfonso Pimentel, XIV conde XI duque de Benavente (1707-1763) \| Francisco Alfonso Pimentel, XIV conde XI duque de Benavente (1707-1763) \| Francisco Alfonso Pimentel, XIV conde XI duque de Benavente (1707-1763) \| Francisco Alfonso Pimentel, XIV conde XI duque de Benavente (1707-1763) \| Francisco Alfonso Pimentel, XIV conde XI duque de Benavente (1707-1763) \| Francisco Alfonso Pimentel, XIV conde XI duque de Benavente (1707-1763) \| \| \| Joaquín Diego de Zúñiga Sotomayor, XII duque de Béjar, XIII marqués de Gibraleón (1715-1777) \| Joaquín Diego de Zúñiga Sotomayor, XII duque de Béjar, XIII marqués de Gibraleón (1715-1777) \| Joaquín Diego de Zúñiga Sotomayor, XII duque de Béjar, XIII marqués de Gibraleón (1715-1777) \| Joaquín Diego de Zúñiga Sotomayor, XII duque de Béjar, XIII marqués de Gibraleón (1715-1777) \| Joaquín Diego de Zúñiga Sotomayor, XII duque de Béjar, XIII marqués de Gibraleón (1715-1777) \| Joaquín Diego de Zúñiga Sotomayor, XII duque de Béjar, XIII marqués de Gibraleón (1715-1777) \| \| \| \| \| \| \| \| \| \| \| \| \| \| \| \| \| \| \| \| \| \| \| \| \| \| \| \| \| \| \| \| \| \| \| \| \| \| \| \| \| \| \| \| \| \| \| \| \| \| \| \| \| \| \| \| \| \| \| \| \| \| \| \| María Josefa Pimentel, duquesa de Osuna, XV condesa XII duquesa de Benavente, XIII duquesa de Béjar, XIV marquesa de Gibraleón (1752-1834) \| \| \| \| \| \| \| \| \| \| \| \| \| \| \| \| \| \| \| \| \| \| \| \| \| \| \| \| \| \| \| \| \| \| \| \| \| \| \| \| \| \| \| \| \| \| \| \| \| \| \| \| \| \| \| \| \| \| \| \| \| \| \| \| \| \| \| \| \| \| \| \| \| \| \| \| \| \| \| \| \| \| \| \| \| \| \| \| \| \| \| \| \| \| \| \| \| \| \| \| \| \| \| \| \| \| \| \| \| \| \| \| \| \| \| \| \| \| \| \| \| \| \| \| \| \| \| \| \| \| \| \| \| \| \| \| \| \| \| \| \| \| \| \| \| \| \| \| \| \| \| \| \| \| \| \| \| \| \| \| \| \| \| \| \| \| \| \| \| \| \| \| \| \| \| \| \| \| \| \| \| \| \| \| \| \| \| \| \| \| \| \| \| \| \| \| \| \| \| \| \| \| \| \| \| \| \| \| \| \| \| \| \| \| \| Francisco de Borja Téllez-Girón, X duque de Osuna (1785-1820) \| Francisco de Borja Téllez-Girón, X duque de Osuna (1785-1820) \| Francisco de Borja Téllez-Girón, X duque de Osuna (1785-1820) \| Francisco de Borja Téllez-Girón, X duque de Osuna (1785-1820) \| Francisco de Borja Téllez-Girón, X duque de Osuna (1785-1820) \| Francisco de Borja Téllez-Girón, X duque de Osuna (1785-1820) \| \| \| \| \| \| \| \| \| \| \| Pedro de Alcántara Téllez-Girón, II príncipe de Anglona (1786-1851) \| Pedro de Alcántara Téllez-Girón, II príncipe de Anglona (1786-1851) \| Pedro de Alcántara Téllez-Girón, II príncipe de Anglona (1786-1851) \| Pedro de Alcántara Téllez-Girón, II príncipe de Anglona (1786-1851) \| Pedro de Alcántara Téllez-Girón, II príncipe de Anglona (1786-1851) \| Pedro de Alcántara Téllez-Girón, II príncipe de Anglona (1786-1851) \| \| \| \| \| \| \| \| \| \| \| \| \| \| \| \| \| \| \| \| \| \| \| \| \| \| \| \| \| \| \| \| \| \| \| \| \| \| \| \| \| \| \| \| \| \| \| \| \| \| \| \| \| \| \| \| Francisco de Borja Téllez-Girón, X duque de Osuna (1785-1820) \| Francisco de Borja Téllez-Girón, X duque de Osuna (1785-1820) \| Francisco de Borja Téllez-Girón, X duque de Osuna (1785-1820) \| Francisco de Borja Téllez-Girón, X duque de Osuna (1785-1820) \| Francisco de Borja Téllez-Girón, X duque de Osuna (1785-1820) \| Francisco de Borja Téllez-Girón, X duque de Osuna (1785-1820) \| \| \| \| \| \| \| \| \| \| \| Pedro de Alcántara Téllez-Girón, II príncipe de Anglona (1786-1851) \| Pedro de Alcántara Téllez-Girón, II príncipe de Anglona (1786-1851) \| Pedro de Alcántara Téllez-Girón, II príncipe de Anglona (1786-1851) \| Pedro de Alcántara Téllez-Girón, II príncipe de Anglona (1786-1851) \| Pedro de Alcántara Téllez-Girón, II príncipe de Anglona (1786-1851) \| Pedro de Alcántara Téllez-Girón, II príncipe de Anglona (1786-1851) \| \| \| \| \| \| \| \| \| \| \| \| \| \| \| \| \| \| \| \| \| \| \| \| \| \| \| \| \| \| \| \| \| \| \| \| \| \| \| \| \| \| \| \| \| \| \| \| \| \| \| \| \| \| \| \| \| \| \| \| \| \| \| \| \| \| \| \| \| \| \| \| \| \| \| \| \| \| \| \| \| \| \| \| \| \| \| \| \| \| \| \| \| \| \| \| \| \| \| \| \| \| \| \| \| \| \| \| \| \| \| \| \| \| \| \| \| \| \| \| \| \| \| \| \| Pedro de Alcántara Téllez-Girón, XI duque de Osuna, XIV duque de Béjar, XV marqués de Gibraleón (1810-1844) \| Pedro de Alcántara Téllez-Girón, XI duque de Osuna, XIV duque de Béjar, XV marqués de Gibraleón (1810-1844) \| Pedro de Alcántara Téllez-Girón, XI duque de Osuna, XIV duque de Béjar, XV marqués de Gibraleón (1810-1844) \| Pedro de Alcántara Téllez-Girón, XI duque de Osuna, XIV duque de Béjar, XV marqués de Gibraleón (1810-1844) \| Pedro de Alcántara Téllez-Girón, XI duque de Osuna, XIV duque de Béjar, XV marqués de Gibraleón (1810-1844) \| Pedro de Alcántara Téllez-Girón, XI duque de Osuna, XIV duque de Béjar, XV marqués de Gibraleón (1810-1844) \| \| \| Mariano Téllez-Girón, XII duque de Osuna, XV duque de Béjar, XVI marqués de Gibraleón (1814-1882) \| Mariano Téllez-Girón, XII duque de Osuna, XV duque de Béjar, XVI marqués de Gibraleón (1814-1882) \| Mariano Téllez-Girón, XII duque de Osuna, XV duque de Béjar, XVI marqués de Gibraleón (1814-1882) \| Mariano Téllez-Girón, XII duque de Osuna, XV duque de Béjar, XVI marqués de Gibraleón (1814-1882) \| Mariano Téllez-Girón, XII duque de Osuna, XV duque de Béjar, XVI marqués de Gibraleón (1814-1882) \| Mariano Téllez-Girón, XII duque de Osuna, XV duque de Béjar, XVI marqués de Gibraleón (1814-1882) \| \| \| Pedro de Alcántara Téllez-Girón, XIII duque de Osuna (1812-1900) \| Pedro de Alcántara Téllez-Girón, XIII duque de Osuna (1812-1900) \| Pedro de Alcántara Téllez-Girón, XIII duque de Osuna (1812-1900) \| Pedro de Alcántara Téllez-Girón, XIII duque de Osuna (1812-1900) \| Pedro de Alcántara Téllez-Girón, XIII duque de Osuna (1812-1900) \| Pedro de Alcántara Téllez-Girón, XIII duque de Osuna (1812-1900) \| \| \| Tirso María Téllez-Girón, duque de Uceda (1817-1871) \| Tirso María Téllez-Girón, duque de Uceda (1817-1871) \| Tirso María Téllez-Girón, duque de Uceda (1817-1871) \| Tirso María Téllez-Girón, duque de Uceda (1817-1871) \| Tirso María Téllez-Girón, duque de Uceda (1817-1871) \| Tirso María Téllez-Girón, duque de Uceda (1817-1871) \| \| \| \| \| \| \| \| \| \| \| \| \| \| \| \| \| \| \| \| \| \| \| \| \| \| \| \| \| \| \| \| \| \| \| \| \| \| \| \| \| \| \| \| \| \| \| \| Pedro de Alcántara Téllez-Girón, XI duque de Osuna, XIV duque de Béjar, XV marqués de Gibraleón (1810-1844) \| Pedro de Alcántara Téllez-Girón, XI duque de Osuna, XIV duque de Béjar, XV marqués de Gibraleón (1810-1844) \| Pedro de Alcántara Téllez-Girón, XI duque de Osuna, XIV duque de Béjar, XV marqués de Gibraleón (1810-1844) \| Pedro de Alcántara Téllez-Girón, XI duque de Osuna, XIV duque de Béjar, XV marqués de Gibraleón (1810-1844) \| Pedro de Alcántara Téllez-Girón, XI duque de Osuna, XIV duque de Béjar, XV marqués de Gibraleón (1810-1844) \| Pedro de Alcántara Téllez-Girón, XI duque de Osuna, XIV duque de Béjar, XV marqués de Gibraleón (1810-1844) \| \| \| Mariano Téllez-Girón, XII duque de Osuna, XV duque de Béjar, XVI marqués de Gibraleón (1814-1882) \| Mariano Téllez-Girón, XII duque de Osuna, XV duque de Béjar, XVI marqués de Gibraleón (1814-1882) \| Mariano Téllez-Girón, XII duque de Osuna, XV duque de Béjar, XVI marqués de Gibraleón (1814-1882) \| Mariano Téllez-Girón, XII duque de Osuna, XV duque de Béjar, XVI marqués de Gibraleón (1814-1882) \| Mariano Téllez-Girón, XII duque de Osuna, XV duque de Béjar, XVI marqués de Gibraleón (1814-1882) \| Mariano Téllez-Girón, XII duque de Osuna, XV duque de Béjar, XVI marqués de Gibraleón (1814-1882) \| \| \| Pedro de Alcántara Téllez-Girón, XIII duque de Osuna (1812-1900) \| Pedro de Alcántara Téllez-Girón, XIII duque de Osuna (1812-1900) \| Pedro de Alcántara Téllez-Girón, XIII duque de Osuna (1812-1900) \| Pedro de Alcántara Téllez-Girón, XIII duque de Osuna (1812-1900) \| Pedro de Alcántara Téllez-Girón, XIII duque de Osuna (1812-1900) \| Pedro de Alcántara Téllez-Girón, XIII duque de Osuna (1812-1900) \| \| \| Tirso María Téllez-Girón, duque de Uceda (1817-1871) \| Tirso María Téllez-Girón, duque de Uceda (1817-1871) \| Tirso María Téllez-Girón, duque de Uceda (1817-1871) \| Tirso María Téllez-Girón, duque de Uceda (1817-1871) \| Tirso María Téllez-Girón, duque de Uceda (1817-1871) \| Tirso María Téllez-Girón, duque de Uceda (1817-1871) \| \| \| \| \| \| \| \| \| \| \| \| \| \| \| \| \| \| \| \| \| \| \| \| \| \| \| \| \| \| \| \| \| \| \| \| \| \| \| \| \| \| \| \| \| \| \| \| \| \| \| \| \| \| \| \| \| \| \| \| \| \| \| \| \| \| \| \| \| \| \| \| \| \| \| \| \| \| \| \| \| \| \| \| \| \| \| \| \| \| \| \| \| \| \| \| \| \| \| \| \| \| \| \| \| \| \| \| \| \| \| \| \| \| \| \| \| \| \| \| \| \| \| \| \| \| \| \| \| \| \| \| \| \| \| \| \| \| \| \| \| \| \| \| \| \| \| \| \| Francisco de Borja Téllez-Girón, XI duque de Uceda (1839-1897) \| Francisco de Borja Téllez-Girón, XI duque de Uceda (1839-1897) \| Francisco de Borja Téllez-Girón, XI duque de Uceda (1839-1897) \| Francisco de Borja Téllez-Girón, XI duque de Uceda (1839-1897) \| Francisco de Borja Téllez-Girón, XI duque de Uceda (1839-1897) \| Francisco de Borja Téllez-Girón, XI duque de Uceda (1839-1897) \| \| \| María del Rosario Téllez-Girón, XVI duquesa de Béjar, XVII marquesa de Gibraleón (1840-1896) \| María del Rosario Téllez-Girón, XVI duquesa de Béjar, XVII marquesa de Gibraleón (1840-1896) \| María del Rosario Téllez-Girón, XVI duquesa de Béjar, XVII marquesa de Gibraleón (1840-1896) \| María del Rosario Téllez-Girón, XVI duquesa de Béjar, XVII marquesa de Gibraleón (1840-1896) \| María del Rosario Téllez-Girón, XVI duquesa de Béjar, XVII marquesa de Gibraleón (1840-1896) \| María del Rosario Téllez-Girón, XVI duquesa de Béjar, XVII marquesa de Gibraleón (1840-1896) \| \| \| \| \| \| \| \| \| \| \| \| \| \| \| \| \| \| \| \| \| \| \| \| \| \| \| \| \| \| \| \| \| \| \| \| \| \| \| \| \| \| \| \| \| \| \| \| \| \| \| \| \| \| \| \| \| \| \| \| \| \| \| \| Francisco de Borja Téllez-Girón, XI duque de Uceda (1839-1897) \| Francisco de Borja Téllez-Girón, XI duque de Uceda (1839-1897) \| Francisco de Borja Téllez-Girón, XI duque de Uceda (1839-1897) \| Francisco de Borja Téllez-Girón, XI duque de Uceda (1839-1897) \| Francisco de Borja Téllez-Girón, XI duque de Uceda (1839-1897) \| Francisco de Borja Téllez-Girón, XI duque de Uceda (1839-1897) \| \| \| María del Rosario Téllez-Girón, XVI duquesa de Béjar, XVII marquesa de Gibraleón (1840-1896) \| María del Rosario Téllez-Girón, XVI duquesa de Béjar, XVII marquesa de Gibraleón (1840-1896) \| María del Rosario Téllez-Girón, XVI duquesa de Béjar, XVII marquesa de Gibraleón (1840-1896) \| María del Rosario Téllez-Girón, XVI duquesa de Béjar, XVII marquesa de Gibraleón (1840-1896) \| María del Rosario Téllez-Girón, XVI duquesa de Béjar, XVII marquesa de Gibraleón (1840-1896) \| María del Rosario Téllez-Girón, XVI duquesa de Béjar, XVII marquesa de Gibraleón (1840-1896) \| \| \| \| \| \| \| \| \| \| \| \| \| \| \| \| \| \| \| \| \| \| \| \| \| \| \| \| \| \| \| \| \| \| \| \| \| \| \| \| \| \| \| \| \| \| \| \| \| \| \| \| \| \| \| \| \| \| \| \| \| \| \| \| \| \| \| \| \| \| \| \| \| \| \| \| \| \| \| \| \| \| \| \| \| \| \| \| \| \| \| \| \| \| \| \| \| \| \| \| \| \| \| \| \| \| \| \| \| \| \| \| \| \| \| \| \| \| \| \| \| \| \| \| \| \| \| \| \| \| \| \| \| Luis María Téllez-Girón, XIV duque de Osuna (1870-1909) \| Luis María Téllez-Girón, XIV duque de Osuna (1870-1909) \| Luis María Téllez-Girón, XIV duque de Osuna (1870-1909) \| Luis María Téllez-Girón, XIV duque de Osuna (1870-1909) \| Luis María Téllez-Girón, XIV duque de Osuna (1870-1909) \| Luis María Téllez-Girón, XIV duque de Osuna (1870-1909) \| \| \| Mariano Téllez-Girón, XV duque de Osuna (1887-1931) Con sucesión en la casa de Osuna. \| Mariano Téllez-Girón, XV duque de Osuna (1887-1931) Con sucesión en la casa de Osuna. \| Mariano Téllez-Girón, XV duque de Osuna (1887-1931) Con sucesión en la casa de Osuna. \| Mariano Téllez-Girón, XV duque de Osuna (1887-1931) Con sucesión en la casa de Osuna. \| Mariano Téllez-Girón, XV duque de Osuna (1887-1931) Con sucesión en la casa de Osuna. \| Mariano Téllez-Girón, XV duque de Osuna (1887-1931) Con sucesión en la casa de Osuna. \| \| \| Jaime Roca de Togores, XVII duque de Béjar, XVIII marqués de Gibraleón (1862-1921) \| Jaime Roca de Togores, XVII duque de Béjar, XVIII marqués de Gibraleón (1862-1921) \| Jaime Roca de Togores, XVII duque de Béjar, XVIII marqués de Gibraleón (1862-1921) \| Jaime Roca de Togores, XVII duque de Béjar, XVIII marqués de Gibraleón (1862-1921) \| Jaime Roca de Togores, XVII duque de Béjar, XVIII marqués de Gibraleón (1862-1921) \| Jaime Roca de Togores, XVII duque de Béjar, XVIII marqués de Gibraleón (1862-1921) \| \| \| Luis Roca de Togores, XVIII duque de Béjar, XIX marqués de Gibraleón (1865-1936) \| Luis Roca de Togores, XVIII duque de Béjar, XIX marqués de Gibraleón (1865-1936) \| Luis Roca de Togores, XVIII duque de Béjar, XIX marqués de Gibraleón (1865-1936) \| Luis Roca de Togores, XVIII duque de Béjar, XIX marqués de Gibraleón (1865-1936) \| Luis Roca de Togores, XVIII duque de Béjar, XIX marqués de Gibraleón (1865-1936) \| Luis Roca de Togores, XVIII duque de Béjar, XIX marqués de Gibraleón (1865-1936) \| \| \| \| \| \| \| \| \| \| \| \| \| \| \| \| \| \| \| \| \| \| \| \| \| \| \| \| \| \| \| \| \| \| \| \| \| \| \| \| \| \| \| \| \| \| \| \| Luis María Téllez-Girón, XIV duque de Osuna (1870-1909) \| Luis María Téllez-Girón, XIV duque de Osuna (1870-1909) \| Luis María Téllez-Girón, XIV duque de Osuna (1870-1909) \| Luis María Téllez-Girón, XIV duque de Osuna (1870-1909) \| Luis María Téllez-Girón, XIV duque de Osuna (1870-1909) \| Luis María Téllez-Girón, XIV duque de Osuna (1870-1909) \| \| \| Mariano Téllez-Girón, XV duque de Osuna (1887-1931) Con sucesión en la casa de Osuna. \| Mariano Téllez-Girón, XV duque de Osuna (1887-1931) Con sucesión en la casa de Osuna. \| Mariano Téllez-Girón, XV duque de Osuna (1887-1931) Con sucesión en la casa de Osuna. \| Mariano Téllez-Girón, XV duque de Osuna (1887-1931) Con sucesión en la casa de Osuna. \| Mariano Téllez-Girón, XV duque de Osuna (1887-1931) Con sucesión en la casa de Osuna. \| Mariano Téllez-Girón, XV duque de Osuna (1887-1931) Con sucesión en la casa de Osuna. \| \| \| Jaime Roca de Togores, XVII duque de Béjar, XVIII marqués de Gibraleón (1862-1921) \| Jaime Roca de Togores, XVII duque de Béjar, XVIII marqués de Gibraleón (1862-1921) \| Jaime Roca de Togores, XVII duque de Béjar, XVIII marqués de Gibraleón (1862-1921) \| Jaime Roca de Togores, XVII duque de Béjar, XVIII marqués de Gibraleón (1862-1921) \| Jaime Roca de Togores, XVII duque de Béjar, XVIII marqués de Gibraleón (1862-1921) \| Jaime Roca de Togores, XVII duque de Béjar, XVIII marqués de Gibraleón (1862-1921) \| \| \| Luis Roca de Togores, XVIII duque de Béjar, XIX marqués de Gibraleón (1865-1936) \| Luis Roca de Togores, XVIII duque de Béjar, XIX marqués de Gibraleón (1865-1936) \| Luis Roca de Togores, XVIII duque de Béjar, XIX marqués de Gibraleón (1865-1936) \| Luis Roca de Togores, XVIII duque de Béjar, XIX marqués de Gibraleón (1865-1936) \| Luis Roca de Togores, XVIII duque de Béjar, XIX marqués de Gibraleón (1865-1936) \| Luis Roca de Togores, XVIII duque de Béjar, XIX marqués de Gibraleón (1865-1936) \| \| \| \| \| \| \| \| \| \| \| \| \| \| \| \| \| \| \| \| \| \| \| \| \| \| \| \| \| \| \| \| \| \| \| \| \| \| \| \| \| \| \| \| \| \| \| \| \| \| \| \| \| \| \| \| \| \| \| \| \| \| \| \| \| \| \| \| \| \| \| \| \| \| \| \| \| \| \| \| \| \| \| \| \| \| \| \| \| \| \| \| \| \| \| \| \| \| \| \| \| \| \| \| \| \| \| \| \| \| \| \| \| \| \| \| \| \| \| \| \| \| \| \| \| \| \| \| \| \| \| \| \| \| \| \| \| \| \| \| \| \| \| \| \| \| \| \| \| Pedro de Alcántara Roca de Togores, XIX duque de Béjar (1895-1941) Con sucesión en los duques de Béjar. \| Pedro de Alcántara Roca de Togores, XIX duque de Béjar (1895-1941) Con sucesión en los duques de Béjar. \| Pedro de Alcántara Roca de Togores, XIX duque de Béjar (1895-1941) Con sucesión en los duques de Béjar. \| Pedro de Alcántara Roca de Togores, XIX duque de Béjar (1895-1941) Con sucesión en los duques de Béjar. \| Pedro de Alcántara Roca de Togores, XIX duque de Béjar (1895-1941) Con sucesión en los duques de Béjar. \| Pedro de Alcántara Roca de Togores, XIX duque de Béjar (1895-1941) Con sucesión en los duques de Béjar. \| \| \| Ignacio Roca de Togores, XX marqués de Gibraleón (1909-1965) \| Ignacio Roca de Togores, XX marqués de Gibraleón (1909-1965) \| Ignacio Roca de Togores, XX marqués de Gibraleón (1909-1965) \| Ignacio Roca de Togores, XX marqués de Gibraleón (1909-1965) \| Ignacio Roca de Togores, XX marqués de Gibraleón (1909-1965) \| Ignacio Roca de Togores, XX marqués de Gibraleón (1909-1965) \| \| \| \| \| \| \| \| \| \| \| \| \| \| \| \| \| \| \| \| \| \| \| \| \| \| \| \| \| \| \| \| \| \| \| \| \| \| \| \| \| \| \| \| \| \| \| \| \| \| \| \| \| \| \| \| \| \| \| \| \| \| \| \| Pedro de Alcántara Roca de Togores, XIX duque de Béjar (1895-1941) Con sucesión en los duques de Béjar. \| Pedro de Alcántara Roca de Togores, XIX duque de Béjar (1895-1941) Con sucesión en los duques de Béjar. \| Pedro de Alcántara Roca de Togores, XIX duque de Béjar (1895-1941) Con sucesión en los duques de Béjar. \| Pedro de Alcántara Roca de Togores, XIX duque de Béjar (1895-1941) Con sucesión en los duques de Béjar. \| Pedro de Alcántara Roca de Togores, XIX duque de Béjar (1895-1941) Con sucesión en los duques de Béjar. \| Pedro de Alcántara Roca de Togores, XIX duque de Béjar (1895-1941) Con sucesión en los duques de Béjar. \| \| \| Ignacio Roca de Togores, XX marqués de Gibraleón (1909-1965) \| Ignacio Roca de Togores, XX marqués de Gibraleón (1909-1965) \| Ignacio Roca de Togores, XX marqués de Gibraleón (1909-1965) \| Ignacio Roca de Togores, XX marqués de Gibraleón (1909-1965) \| Ignacio Roca de Togores, XX marqués de Gibraleón (1909-1965) \| Ignacio Roca de Togores, XX marqués de Gibraleón (1909-1965) \| \| \| \| \| \| \| \| \| \| \| \| \| \| \| \| \| \| \| \| \| \| \| \| \| \| \| \| \| \| \| \| \| \| \| \| \| \| \| \| \| \| \| \| \| \| \| \| \| \| \| \| \| \| \| \| \| \| \| \| \| \| \| \| \| \| \| \| \| \| \| \| Luis Roca de Togores, XXI marqués de Gibraleón (1938-2008) \| \| \| \| \| \| \| \| \| \| \| \| \| \| \| \| \| \| \| \| \| \| \| \| \| \| \| \| \| \| \| \| \| \| \| \| \| \| \| \| \| \| \| \| \| \| \| \| \| \| \| \| \| \| \| \| \| \| \| \| \| \| \| \| \| \| \| \| \| \| \| \| \| \| \| \| \| \| \| \| \| \| \| \| \| \| \| \| \| \| \| \| \| \| \| \| \| \| \| \| \| \| \| \| \| \| \| \| \| \| \| \| \| \| \| \| \| \| \| \| \| \| \| \| \| \| \| \| \| \| \| \| \| \| \| \| \| \| \| \| \| \| \| \| \| \| \| \| \| \| \| \| \| \| Ignacio Roca de Togores, XXII marqués de Gibraleón (n. 1968) \| \| \| \| \| \| \| \| \| \| \| \| \| \| \| \| \| \| \| \| \| \| \| \| \| \| \| \| \| \| \| \| \| \| \| \| \| \| \| \| \| \| \| \| \| \| \| \| \| \| \| \| \| \| \| \| \| \| \| \| \| \| \| \| \| \| \| \| \| \| \| \| \| \| \| \| \| \| \| \| \| \| \| \| \| \| \| \| \| \| \| \| \| \| \| \| \| \| \| \| \| \| \| \| \| \| \| \| \| \| \| \| \| \| \| \| \| \| \| \| \| \| \| \| \| \| \| \| \| \| \| \| \| \| \| \| \| \| \| \| \| \| \| \| \| \| \| \| \| \| \| \| \| \| Luis Felipe Roca de Togores y Rodríguez (n. 1997) \| \| \| \| \| \| \| \| \| \| \| \| \| \| \| \| \| \| \| \| \| \| \| \| \| \| \| \| | | | | | |  |  |                                                                                                   |                                                                                                   |                                                                                                   |                                                                                                   |                                                                                                   |                                                                                                   |  |  |                                                                                             |                                                                                             |                                                                                             |                                                                                             |                                                                                             |                                                                                             |  |  | |                                                                                        |                                                                                        |                                                                                        |                                                                                        |                                                                                        |  |  |                                                                                              |                                                                                              |                                                                                              |                                                                                              |                                                                                              |                                                                                              |  |  | | | | | | |  |  |                                                              |                                                              |                                                              |                                                              |                                                              |                                                              |  |  |  |  |  |  |  |  |  |  |  |  |  |  |  |  |  |  |  |  |  |  |
| | | | | | |  |  |                                                                                                   |                                                                                                   |                                                                                                   |                                                                                                   |                                                                                                   |                                                                                                   |  |  |                                                                                             |                                                                                             |                                                                                             |                                                                                             |                                                                                             |                                                                                             |  |  | Álvaro de Zúñiga, I duque de Béjar († 1488)                                                                                                |                                                                                        |                                                                                        |                                                                                        |                                                                                        |                                                                                        |  |  |                                                                                              |                                                                                              |                                                                                              |                                                                                              |                                                                                              |                                                                                              |  |  | | | | | | |  |  |                                                              |                                                              |                                                              |                                                              |                                                              |                                                              |  |  |  |  |  |  |  |  |  |  |  |  |  |  |  |  |  |  |  |  |  |  |
| | | | | | |  |  |                                                                                                   |                                                                                                   |                                                                                                   |                                                                                                   |                                                                                                   |                                                                                                   |  |  |                                                                                             |                                                                                             |                                                                                             |                                                                                             |                                                                                             |                                                                                             |  |  | |                                                                                        |                                                                                        |                                                                                        |                                                                                        |                                                                                        |  |  |                                                                                              |                                                                                              |                                                                                              |                                                                                              |                                                                                              |                                                                                              |  |  | | | | | | |  |  |                                                              |                                                              |                                                              |                                                              |                                                              |                                                              |  |  |  |  |  |  |  |  |  |  |  |  |  |  |  |  |  |  |  |  |  |  |
| | | | | | |  |  |                                                                                                   |                                                                                                   |                                                                                                   |                                                                                                   |                                                                                                   |                                                                                                   |  |  |                                                                                             |                                                                                             |                                                                                             |                                                                                             |                                                                                             |                                                                                             |  |  | Pedro de Zúñiga, II conde de Bañares (1430-1484)                                                                                           |                                                                                        |                                                                                        |                                                                                        |                                                                                        |                                                                                        |  |  |                                                                                              |                                                                                              |                                                                                              |                                                                                              |                                                                                              |                                                                                              |  |  | | | | | | |  |  |                                                              |                                                              |                                                              |                                                              |                                                              |                                                              |  |  |  |  |  |  |  |  |  |  |  |  |  |  |  |  |  |  |  |  |  |  |
| | | | | | |  |  |                                                                                                   |                                                                                                   |                                                                                                   |                                                                                                   |                                                                                                   |                                                                                                   |  |  |                                                                                             |                                                                                             |                                                                                             |                                                                                             |                                                                                             |                                                                                             |  |  | |                                                                                        |                                                                                        |                                                                                        |                                                                                        |                                                                                        |  |  |                                                                                              |                                                                                              |                                                                                              |                                                                                              |                                                                                              |                                                                                              |  |  | | | | | | |  |  |                                                              |                                                              |                                                              |                                                              |                                                              |                                                              |  |  |  |  |  |  |  |  |  |  |  |  |  |  |  |  |  |  |  |  |  |  |
| | | | | | |  |  |                                                                                                   |                                                                                                   |                                                                                                   |                                                                                                   |                                                                                                   |                                                                                                   |  |  |                                                                                             |                                                                                             |                                                                                             |                                                                                             |                                                                                             |                                                                                             |  |  | |                                                                                        |                                                                                        |                                                                                        |                                                                                        |                                                                                        |  |  |                                                                                              |                                                                                              |                                                                                              |                                                                                              |                                                                                              |                                                                                              |  |  | | | | | | |  |  |                                                              |                                                              |                                                              |                                                              |                                                              |                                                              |  |  |  |  |  |  |  |  |  |  |  |  |  |  |  |  |  |  |  |  |  |  |
| | | | | | |  |  |                                                                                                   |                                                                                                   |                                                                                                   |                                                                                                   |                                                                                                   |                                                                                                   |  |  | Álvaro de Zúñiga, II duque de Béjar, I marqués de Gibraleón († 1531)                        | Álvaro de Zúñiga, II duque de Béjar, I marqués de Gibraleón († 1531)                        | Álvaro de Zúñiga, II duque de Béjar, I marqués de Gibraleón († 1531)                        | Álvaro de Zúñiga, II duque de Béjar, I marqués de Gibraleón († 1531)                        | Álvaro de Zúñiga, II duque de Béjar, I marqués de Gibraleón († 1531)                        | Álvaro de Zúñiga, II duque de Béjar, I marqués de Gibraleón († 1531)                        |  |  | Francisco de Zúñiga, I marqués de Ayamonte († 1525)                                                                                        | Francisco de Zúñiga, I marqués de Ayamonte († 1525)                                    | Francisco de Zúñiga, I marqués de Ayamonte († 1525)                                    | Francisco de Zúñiga, I marqués de Ayamonte († 1525)                                    | Francisco de Zúñiga, I marqués de Ayamonte († 1525)                                    | Francisco de Zúñiga, I marqués de Ayamonte († 1525)                                    |  |  |                                                                                              |                                                                                              |                                                                                              |                                                                                              |                                                                                              |                                                                                              |  |  | | | | | | |  |  |                                                              |                                                              |                                                              |                                                              |                                                              |                                                              |  |  |  |  |  |  |  |  |  |  |  |  |  |  |  |  |  |  |  |  |  |  |
| | | | | | |  |  |                                                                                                   |                                                                                                   |                                                                                                   |                                                                                                   |                                                                                                   |                                                                                                   |  |  | Álvaro de Zúñiga, II duque de Béjar, I marqués de Gibraleón († 1531)                        | Álvaro de Zúñiga, II duque de Béjar, I marqués de Gibraleón († 1531)                        | Álvaro de Zúñiga, II duque de Béjar, I marqués de Gibraleón († 1531)                        | Álvaro de Zúñiga, II duque de Béjar, I marqués de Gibraleón († 1531)                        | Álvaro de Zúñiga, II duque de Béjar, I marqués de Gibraleón († 1531)                        | Álvaro de Zúñiga, II duque de Béjar, I marqués de Gibraleón († 1531)                        |  |  | Francisco de Zúñiga, I marqués de Ayamonte († 1525)                                                                                        | Francisco de Zúñiga, I marqués de Ayamonte († 1525)                                    | Francisco de Zúñiga, I marqués de Ayamonte († 1525)                                    | Francisco de Zúñiga, I marqués de Ayamonte († 1525)                                    | Francisco de Zúñiga, I marqués de Ayamonte († 1525)                                    | Francisco de Zúñiga, I marqués de Ayamonte († 1525)                                    |  |  |                                                                                              |                                                                                              |                                                                                              |                                                                                              |                                                                                              |                                                                                              |  |  | | | | | | |  |  |                                                              |                                                              |                                                              |                                                              |                                                              |                                                              |  |  |  |  |  |  |  |  |  |  |  |  |  |  |  |  |  |  |  |  |  |  |
| | | | | | |  |  |                                                                                                   |                                                                                                   |                                                                                                   |                                                                                                   |                                                                                                   |                                                                                                   |  |  |                                                                                             |                                                                                             |                                                                                             |                                                                                             |                                                                                             |                                                                                             |  |  | Teresa de Zúñiga, III duquesa de Béjar, II marquesa de Gibraleón (1502-1565)                                                               |                                                                                        |                                                                                        |                                                                                        |                                                                                        |                                                                                        |  |  |                                                                                              |                                                                                              |                                                                                              |                                                                                              |                                                                                              |                                                                                              |  |  | | | | | | |  |  |                                                              |                                                              |                                                              |                                                              |                                                              |                                                              |  |  |  |  |  |  |  |  |  |  |  |  |  |  |  |  |  |  |  |  |  |  |
| | | | | | |  |  |                                                                                                   |                                                                                                   |                                                                                                   |                                                                                                   |                                                                                                   |                                                                                                   |  |  |                                                                                             |                                                                                             |                                                                                             |                                                                                             |                                                                                             |                                                                                             |  |  | |                                                                                        |                                                                                        |                                                                                        |                                                                                        |                                                                                        |  |  |                                                                                              |                                                                                              |                                                                                              |                                                                                              |                                                                                              |                                                                                              |  |  | | | | | | |  |  |                                                              |                                                              |                                                              |                                                              |                                                              |                                                              |  |  |  |  |  |  |  |  |  |  |  |  |  |  |  |  |  |  |  |  |  |  |
| | | | | | |  |  |                                                                                                   |                                                                                                   |                                                                                                   |                                                                                                   |                                                                                                   |                                                                                                   |  |  |                                                                                             |                                                                                             |                                                                                             |                                                                                             |                                                                                             |                                                                                             |  |  | |                                                                                        |                                                                                        |                                                                                        |                                                                                        |                                                                                        |  |  |                                                                                              |                                                                                              |                                                                                              |                                                                                              |                                                                                              |                                                                                              |  |  | | | | | | |  |  |                                                              |                                                              |                                                              |                                                              |                                                              |                                                              |  |  |  |  |  |  |  |  |  |  |  |  |  |  |  |  |  |  |  |  |  |  |
| | | | | | |  |  | Manuel de Zúñiga Sotomayor, III marqués de Gibraleón                                              | Manuel de Zúñiga Sotomayor, III marqués de Gibraleón                                              | Manuel de Zúñiga Sotomayor, III marqués de Gibraleón                                              | Manuel de Zúñiga Sotomayor, III marqués de Gibraleón                                              | Manuel de Zúñiga Sotomayor, III marqués de Gibraleón                                              | Manuel de Zúñiga Sotomayor, III marqués de Gibraleón                                              |  |  | Alonso de Zúñiga Sotomayor, IV marqués de Gibraleón († 1544)                                | Alonso de Zúñiga Sotomayor, IV marqués de Gibraleón († 1544)                                | Alonso de Zúñiga Sotomayor, IV marqués de Gibraleón († 1544)                                | Alonso de Zúñiga Sotomayor, IV marqués de Gibraleón († 1544)                                | Alonso de Zúñiga Sotomayor, IV marqués de Gibraleón († 1544)                                | Alonso de Zúñiga Sotomayor, IV marqués de Gibraleón († 1544)                                |  |  | Francisco de Zúñiga Sotomayor, IV duque de Béjar, V marqués de Gibraleón (1523-1591)                                                       | Francisco de Zúñiga Sotomayor, IV duque de Béjar, V marqués de Gibraleón (1523-1591)   | Francisco de Zúñiga Sotomayor, IV duque de Béjar, V marqués de Gibraleón (1523-1591)   | Francisco de Zúñiga Sotomayor, IV duque de Béjar, V marqués de Gibraleón (1523-1591)   | Francisco de Zúñiga Sotomayor, IV duque de Béjar, V marqués de Gibraleón (1523-1591)   | Francisco de Zúñiga Sotomayor, IV duque de Béjar, V marqués de Gibraleón (1523-1591)   |  |  |                                                                                              |                                                                                              |                                                                                              |                                                                                              |                                                                                              |                                                                                              |  |  | | | | | | |  |  |                                                              |                                                              |                                                              |                                                              |                                                              |                                                              |  |  |  |  |  |  |  |  |  |  |  |  |  |  |  |  |  |  |  |  |  |  |
| | | | | | |  |  | Manuel de Zúñiga Sotomayor, III marqués de Gibraleón                                              | Manuel de Zúñiga Sotomayor, III marqués de Gibraleón                                              | Manuel de Zúñiga Sotomayor, III marqués de Gibraleón                                              | Manuel de Zúñiga Sotomayor, III marqués de Gibraleón                                              | Manuel de Zúñiga Sotomayor, III marqués de Gibraleón                                              | Manuel de Zúñiga Sotomayor, III marqués de Gibraleón                                              |  |  | Alonso de Zúñiga Sotomayor, IV marqués de Gibraleón († 1544)                                | Alonso de Zúñiga Sotomayor, IV marqués de Gibraleón († 1544)                                | Alonso de Zúñiga Sotomayor, IV marqués de Gibraleón († 1544)                                | Alonso de Zúñiga Sotomayor, IV marqués de Gibraleón († 1544)                                | Alonso de Zúñiga Sotomayor, IV marqués de Gibraleón († 1544)                                | Alonso de Zúñiga Sotomayor, IV marqués de Gibraleón († 1544)                                |  |  | Francisco de Zúñiga Sotomayor, IV duque de Béjar, V marqués de Gibraleón (1523-1591)                                                       | Francisco de Zúñiga Sotomayor, IV duque de Béjar, V marqués de Gibraleón (1523-1591)   | Francisco de Zúñiga Sotomayor, IV duque de Béjar, V marqués de Gibraleón (1523-1591)   | Francisco de Zúñiga Sotomayor, IV duque de Béjar, V marqués de Gibraleón (1523-1591)   | Francisco de Zúñiga Sotomayor, IV duque de Béjar, V marqués de Gibraleón (1523-1591)   | Francisco de Zúñiga Sotomayor, IV duque de Béjar, V marqués de Gibraleón (1523-1591)   |  |  |                                                                                              |                                                                                              |                                                                                              |                                                                                              |                                                                                              |                                                                                              |  |  | | | | | | |  |  |                                                              |                                                              |                                                              |                                                              |                                                              |                                                              |  |  |  |  |  |  |  |  |  |  |  |  |  |  |  |  |  |  |  |  |  |  |
| | | | | | |  |  |                                                                                                   |                                                                                                   |                                                                                                   |                                                                                                   |                                                                                                   |                                                                                                   |  |  |                                                                                             |                                                                                             |                                                                                             |                                                                                             |                                                                                             |                                                                                             |  |  | Francisco Diego de Zúñiga Sotomayor, V duque de Béjar, VI marqués de Gibraleón (1550-1601)                                                 |                                                                                        |                                                                                        |                                                                                        |                                                                                        |                                                                                        |  |  |                                                                                              |                                                                                              |                                                                                              |                                                                                              |                                                                                              |                                                                                              |  |  | | | | | | |  |  |                                                              |                                                              |                                                              |                                                              |                                                              |                                                              |  |  |  |  |  |  |  |  |  |  |  |  |  |  |  |  |  |  |  |  |  |  |
| | | | | | |  |  |                                                                                                   |                                                                                                   |                                                                                                   |                                                                                                   |                                                                                                   |                                                                                                   |  |  |                                                                                             |                                                                                             |                                                                                             |                                                                                             |                                                                                             |                                                                                             |  |  | |                                                                                        |                                                                                        |                                                                                        |                                                                                        |                                                                                        |  |  |                                                                                              |                                                                                              |                                                                                              |                                                                                              |                                                                                              |                                                                                              |  |  | | | | | | |  |  |                                                              |                                                              |                                                              |                                                              |                                                              |                                                              |  |  |  |  |  |  |  |  |  |  |  |  |  |  |  |  |  |  |  |  |  |  |
| | | | | | |  |  |                                                                                                   |                                                                                                   |                                                                                                   |                                                                                                   |                                                                                                   |                                                                                                   |  |  |                                                                                             |                                                                                             |                                                                                             |                                                                                             |                                                                                             |                                                                                             |  |  | Alonso Diego de Zúñiga Sotomayor, VI duque de Béjar, VII marqués de Gibraleón (1578-1619)                                                  |                                                                                        |                                                                                        |                                                                                        |                                                                                        |                                                                                        |  |  |                                                                                              |                                                                                              |                                                                                              |                                                                                              |                                                                                              |                                                                                              |  |  | | | | | | |  |  |                                                              |                                                              |                                                              |                                                              |                                                              |                                                              |  |  |  |  |  |  |  |  |  |  |  |  |  |  |  |  |  |  |  |  |  |  |
| | | | | | |  |  |                                                                                                   |                                                                                                   |                                                                                                   |                                                                                                   |                                                                                                   |                                                                                                   |  |  |                                                                                             |                                                                                             |                                                                                             |                                                                                             |                                                                                             |                                                                                             |  |  | |                                                                                        |                                                                                        |                                                                                        |                                                                                        |                                                                                        |  |  |                                                                                              |                                                                                              |                                                                                              |                                                                                              |                                                                                              |                                                                                              |  |  | | | | | | |  |  |                                                              |                                                              |                                                              |                                                              |                                                              |                                                              |  |  |  |  |  |  |  |  |  |  |  |  |  |  |  |  |  |  |  |  |  |  |
| | | | | | |  |  |                                                                                                   |                                                                                                   |                                                                                                   |                                                                                                   |                                                                                                   |                                                                                                   |  |  |                                                                                             |                                                                                             |                                                                                             |                                                                                             |                                                                                             |                                                                                             |  |  | Francisco Diego de Zúñiga Sotomayor, VII duque de Béjar, VIII marqués de Gibraleón (1596-1636)                                             |                                                                                        |                                                                                        |                                                                                        |                                                                                        |                                                                                        |  |  |                                                                                              |                                                                                              |                                                                                              |                                                                                              |                                                                                              |                                                                                              |  |  | | | | | | |  |  |                                                              |                                                              |                                                              |                                                              |                                                              |                                                              |  |  |  |  |  |  |  |  |  |  |  |  |  |  |  |  |  |  |  |  |  |  |
| | | | | | |  |  |                                                                                                   |                                                                                                   |                                                                                                   |                                                                                                   |                                                                                                   |                                                                                                   |  |  |                                                                                             |                                                                                             |                                                                                             |                                                                                             |                                                                                             |                                                                                             |  |  | |                                                                                        |                                                                                        |                                                                                        |                                                                                        |                                                                                        |  |  |                                                                                              |                                                                                              |                                                                                              |                                                                                              |                                                                                              |                                                                                              |  |  | | | | | | |  |  |                                                              |                                                              |                                                              |                                                              |                                                              |                                                              |  |  |  |  |  |  |  |  |  |  |  |  |  |  |  |  |  |  |  |  |  |  |
| | | | | | |  |  |                                                                                                   |                                                                                                   |                                                                                                   |                                                                                                   |                                                                                                   |                                                                                                   |  |  |                                                                                             |                                                                                             |                                                                                             |                                                                                             |                                                                                             |                                                                                             |  |  | |                                                                                        |                                                                                        |                                                                                        |                                                                                        |                                                                                        |  |  |                                                                                              |                                                                                              |                                                                                              |                                                                                              |                                                                                              |                                                                                              |  |  | | | | | | |  |  |                                                              |                                                              |                                                              |                                                              |                                                              |                                                              |  |  |  |  |  |  |  |  |  |  |  |  |  |  |  |  |  |  |  |  |  |  |
| | | | | | |  |  |                                                                                                   |                                                                                                   |                                                                                                   |                                                                                                   |                                                                                                   |                                                                                                   |  |  | Alfonso Diego de Zúñiga Sotomayor, VIII duque de Béjar, IX marqués de Gibraleón (1621-1660) | Alfonso Diego de Zúñiga Sotomayor, VIII duque de Béjar, IX marqués de Gibraleón (1621-1660) | Alfonso Diego de Zúñiga Sotomayor, VIII duque de Béjar, IX marqués de Gibraleón (1621-1660) | Alfonso Diego de Zúñiga Sotomayor, VIII duque de Béjar, IX marqués de Gibraleón (1621-1660) | Alfonso Diego de Zúñiga Sotomayor, VIII duque de Béjar, IX marqués de Gibraleón (1621-1660) | Alfonso Diego de Zúñiga Sotomayor, VIII duque de Béjar, IX marqués de Gibraleón (1621-1660) |  |  | Juan Manuel de Zúñiga Sotomayor, IX duque de Béjar, X marqués de Gibraleón (1622-1660)                                                     | Juan Manuel de Zúñiga Sotomayor, IX duque de Béjar, X marqués de Gibraleón (1622-1660) | Juan Manuel de Zúñiga Sotomayor, IX duque de Béjar, X marqués de Gibraleón (1622-1660) | Juan Manuel de Zúñiga Sotomayor, IX duque de Béjar, X marqués de Gibraleón (1622-1660) | Juan Manuel de Zúñiga Sotomayor, IX duque de Béjar, X marqués de Gibraleón (1622-1660) | Juan Manuel de Zúñiga Sotomayor, IX duque de Béjar, X marqués de Gibraleón (1622-1660) |  |  |                                                                                              |                                                                                              |                                                                                              |                                                                                              |                                                                                              |                                                                                              |  |  | | | | | | |  |  |                                                              |                                                              |                                                              |                                                              |                                                              |                                                              |  |  |  |  |  |  |  |  |  |  |  |  |  |  |  |  |  |  |  |  |  |  |
| | | | | | |  |  |                                                                                                   |                                                                                                   |                                                                                                   |                                                                                                   |                                                                                                   |                                                                                                   |  |  | Alfonso Diego de Zúñiga Sotomayor, VIII duque de Béjar, IX marqués de Gibraleón (1621-1660) | Alfonso Diego de Zúñiga Sotomayor, VIII duque de Béjar, IX marqués de Gibraleón (1621-1660) | Alfonso Diego de Zúñiga Sotomayor, VIII duque de Béjar, IX marqués de Gibraleón (1621-1660) | Alfonso Diego de Zúñiga Sotomayor, VIII duque de Béjar, IX marqués de Gibraleón (1621-1660) | Alfonso Diego de Zúñiga Sotomayor, VIII duque de Béjar, IX marqués de Gibraleón (1621-1660) | Alfonso Diego de Zúñiga Sotomayor, VIII duque de Béjar, IX marqués de Gibraleón (1621-1660) |  |  | Juan Manuel de Zúñiga Sotomayor, IX duque de Béjar, X marqués de Gibraleón (1622-1660)                                                     | Juan Manuel de Zúñiga Sotomayor, IX duque de Béjar, X marqués de Gibraleón (1622-1660) | Juan Manuel de Zúñiga Sotomayor, IX duque de Béjar, X marqués de Gibraleón (1622-1660) | Juan Manuel de Zúñiga Sotomayor, IX duque de Béjar, X marqués de Gibraleón (1622-1660) | Juan Manuel de Zúñiga Sotomayor, IX duque de Béjar, X marqués de Gibraleón (1622-1660) | Juan Manuel de Zúñiga Sotomayor, IX duque de Béjar, X marqués de Gibraleón (1622-1660) |  |  |                                                                                              |                                                                                              |                                                                                              |                                                                                              |                                                                                              |                                                                                              |  |  | | | | | | |  |  |                                                              |                                                              |                                                              |                                                              |                                                              |                                                              |  |  |  |  |  |  |  |  |  |  |  |  |  |  |  |  |  |  |  |  |  |  |
| | | | | | |  |  |                                                                                                   |                                                                                                   |                                                                                                   |                                                                                                   |                                                                                                   |                                                                                                   |  |  |                                                                                             |                                                                                             |                                                                                             |                                                                                             |                                                                                             |                                                                                             |  |  | |                                                                                        |                                                                                        |                                                                                        |                                                                                        |                                                                                        |  |  |                                                                                              |                                                                                              |                                                                                              |                                                                                              |                                                                                              |                                                                                              |  |  | | | | | | |  |  |                                                              |                                                              |                                                              |                                                              |                                                              |                                                              |  |  |  |  |  |  |  |  |  |  |  |  |  |  |  |  |  |  |  |  |  |  |
| | | | | | |  |  |                                                                                                   |                                                                                                   |                                                                                                   |                                                                                                   |                                                                                                   |                                                                                                   |  |  |                                                                                             |                                                                                             |                                                                                             |                                                                                             |                                                                                             |                                                                                             |  |  | Manuela de Zúñiga Sotomayor, condesa duquesa de Benavente                                                                                  | Manuela de Zúñiga Sotomayor, condesa duquesa de Benavente                              | Manuela de Zúñiga Sotomayor, condesa duquesa de Benavente                              | Manuela de Zúñiga Sotomayor, condesa duquesa de Benavente                              | Manuela de Zúñiga Sotomayor, condesa duquesa de Benavente                              | Manuela de Zúñiga Sotomayor, condesa duquesa de Benavente                              |  |  | Manuel Diego de Zúñiga Sotomayor, X duque de Béjar, XI marqués de Gibraleón (1657-1686)      | Manuel Diego de Zúñiga Sotomayor, X duque de Béjar, XI marqués de Gibraleón (1657-1686)      | Manuel Diego de Zúñiga Sotomayor, X duque de Béjar, XI marqués de Gibraleón (1657-1686)      | Manuel Diego de Zúñiga Sotomayor, X duque de Béjar, XI marqués de Gibraleón (1657-1686)      | Manuel Diego de Zúñiga Sotomayor, X duque de Béjar, XI marqués de Gibraleón (1657-1686)      | Manuel Diego de Zúñiga Sotomayor, X duque de Béjar, XI marqués de Gibraleón (1657-1686)      |  |  | | | | | | |  |  |                                                              |                                                              |                                                              |                                                              |                                                              |                                                              |  |  |  |  |  |  |  |  |  |  |  |  |  |  |  |  |  |  |  |  |  |  |
| | | | | | |  |  |                                                                                                   |                                                                                                   |                                                                                                   |                                                                                                   |                                                                                                   |                                                                                                   |  |  |                                                                                             |                                                                                             |                                                                                             |                                                                                             |                                                                                             |                                                                                             |  |  | Manuela de Zúñiga Sotomayor, condesa duquesa de Benavente                                                                                  | Manuela de Zúñiga Sotomayor, condesa duquesa de Benavente                              | Manuela de Zúñiga Sotomayor, condesa duquesa de Benavente                              | Manuela de Zúñiga Sotomayor, condesa duquesa de Benavente                              | Manuela de Zúñiga Sotomayor, condesa duquesa de Benavente                              | Manuela de Zúñiga Sotomayor, condesa duquesa de Benavente                              |  |  | Manuel Diego de Zúñiga Sotomayor, X duque de Béjar, XI marqués de Gibraleón (1657-1686)      | Manuel Diego de Zúñiga Sotomayor, X duque de Béjar, XI marqués de Gibraleón (1657-1686)      | Manuel Diego de Zúñiga Sotomayor, X duque de Béjar, XI marqués de Gibraleón (1657-1686)      | Manuel Diego de Zúñiga Sotomayor, X duque de Béjar, XI marqués de Gibraleón (1657-1686)      | Manuel Diego de Zúñiga Sotomayor, X duque de Béjar, XI marqués de Gibraleón (1657-1686)      | Manuel Diego de Zúñiga Sotomayor, X duque de Béjar, XI marqués de Gibraleón (1657-1686)      |  |  | | | | | | |  |  |                                                              |                                                              |                                                              |                                                              |                                                              |                                                              |  |  |  |  |  |  |  |  |  |  |  |  |  |  |  |  |  |  |  |  |  |  |
| | | | | | |  |  |                                                                                                   |                                                                                                   |                                                                                                   |                                                                                                   |                                                                                                   |                                                                                                   |  |  |                                                                                             |                                                                                             |                                                                                             |                                                                                             |                                                                                             |                                                                                             |  |  | Antonio Francisco Pimentel, XIII conde X duque de Benavente († 1743)                                                                       | Antonio Francisco Pimentel, XIII conde X duque de Benavente († 1743)                   | Antonio Francisco Pimentel, XIII conde X duque de Benavente († 1743)                   | Antonio Francisco Pimentel, XIII conde X duque de Benavente († 1743)                   | Antonio Francisco Pimentel, XIII conde X duque de Benavente († 1743)                   | Antonio Francisco Pimentel, XIII conde X duque de Benavente († 1743)                   |  |  | Juan Manuel de Zúñiga Sotomayor, XI duque de Béjar, XII marqués de Gibraleón (1680-1647)     | Juan Manuel de Zúñiga Sotomayor, XI duque de Béjar, XII marqués de Gibraleón (1680-1647)     | Juan Manuel de Zúñiga Sotomayor, XI duque de Béjar, XII marqués de Gibraleón (1680-1647)     | Juan Manuel de Zúñiga Sotomayor, XI duque de Béjar, XII marqués de Gibraleón (1680-1647)     | Juan Manuel de Zúñiga Sotomayor, XI duque de Béjar, XII marqués de Gibraleón (1680-1647)     | Juan Manuel de Zúñiga Sotomayor, XI duque de Béjar, XII marqués de Gibraleón (1680-1647)     |  |  | | | | | | |  |  |                                                              |                                                              |                                                              |                                                              |                                                              |                                                              |  |  |  |  |  |  |  |  |  |  |  |  |  |  |  |  |  |  |  |  |  |  |
| | | | | | |  |  |                                                                                                   |                                                                                                   |                                                                                                   |                                                                                                   |                                                                                                   |                                                                                                   |  |  |                                                                                             |                                                                                             |                                                                                             |                                                                                             |                                                                                             |                                                                                             |  |  | Antonio Francisco Pimentel, XIII conde X duque de Benavente († 1743)                                                                       | Antonio Francisco Pimentel, XIII conde X duque de Benavente († 1743)                   | Antonio Francisco Pimentel, XIII conde X duque de Benavente († 1743)                   | Antonio Francisco Pimentel, XIII conde X duque de Benavente († 1743)                   | Antonio Francisco Pimentel, XIII conde X duque de Benavente († 1743)                   | Antonio Francisco Pimentel, XIII conde X duque de Benavente († 1743)                   |  |  | Juan Manuel de Zúñiga Sotomayor, XI duque de Béjar, XII marqués de Gibraleón (1680-1647)     | Juan Manuel de Zúñiga Sotomayor, XI duque de Béjar, XII marqués de Gibraleón (1680-1647)     | Juan Manuel de Zúñiga Sotomayor, XI duque de Béjar, XII marqués de Gibraleón (1680-1647)     | Juan Manuel de Zúñiga Sotomayor, XI duque de Béjar, XII marqués de Gibraleón (1680-1647)     | Juan Manuel de Zúñiga Sotomayor, XI duque de Béjar, XII marqués de Gibraleón (1680-1647)     | Juan Manuel de Zúñiga Sotomayor, XI duque de Béjar, XII marqués de Gibraleón (1680-1647)     |  |  | | | | | | |  |  |                                                              |                                                              |                                                              |                                                              |                                                              |                                                              |  |  |  |  |  |  |  |  |  |  |  |  |  |  |  |  |  |  |  |  |  |  |
| | | | | | |  |  |                                                                                                   |                                                                                                   |                                                                                                   |                                                                                                   |                                                                                                   |                                                                                                   |  |  |                                                                                             |                                                                                             |                                                                                             |                                                                                             |                                                                                             |                                                                                             |  |  | Francisco Alfonso Pimentel, XIV conde XI duque de Benavente (1707-1763)                                                                    | Francisco Alfonso Pimentel, XIV conde XI duque de Benavente (1707-1763)                | Francisco Alfonso Pimentel, XIV conde XI duque de Benavente (1707-1763)                | Francisco Alfonso Pimentel, XIV conde XI duque de Benavente (1707-1763)                | Francisco Alfonso Pimentel, XIV conde XI duque de Benavente (1707-1763)                | Francisco Alfonso Pimentel, XIV conde XI duque de Benavente (1707-1763)                |  |  | Joaquín Diego de Zúñiga Sotomayor, XII duque de Béjar, XIII marqués de Gibraleón (1715-1777) | Joaquín Diego de Zúñiga Sotomayor, XII duque de Béjar, XIII marqués de Gibraleón (1715-1777) | Joaquín Diego de Zúñiga Sotomayor, XII duque de Béjar, XIII marqués de Gibraleón (1715-1777) | Joaquín Diego de Zúñiga Sotomayor, XII duque de Béjar, XIII marqués de Gibraleón (1715-1777) | Joaquín Diego de Zúñiga Sotomayor, XII duque de Béjar, XIII marqués de Gibraleón (1715-1777) | Joaquín Diego de Zúñiga Sotomayor, XII duque de Béjar, XIII marqués de Gibraleón (1715-1777) |  |  | | | | | | |  |  |                                                              |                                                              |                                                              |                                                              |                                                              |                                                              |  |  |  |  |  |  |  |  |  |  |  |  |  |  |  |  |  |  |  |  |  |  |
| | | | | | |  |  |                                                                                                   |                                                                                                   |                                                                                                   |                                                                                                   |                                                                                                   |                                                                                                   |  |  |                                                                                             |                                                                                             |                                                                                             |                                                                                             |                                                                                             |                                                                                             |  |  | Francisco Alfonso Pimentel, XIV conde XI duque de Benavente (1707-1763)                                                                    | Francisco Alfonso Pimentel, XIV conde XI duque de Benavente (1707-1763)                | Francisco Alfonso Pimentel, XIV conde XI duque de Benavente (1707-1763)                | Francisco Alfonso Pimentel, XIV conde XI duque de Benavente (1707-1763)                | Francisco Alfonso Pimentel, XIV conde XI duque de Benavente (1707-1763)                | Francisco Alfonso Pimentel, XIV conde XI duque de Benavente (1707-1763)                |  |  | Joaquín Diego de Zúñiga Sotomayor, XII duque de Béjar, XIII marqués de Gibraleón (1715-1777) | Joaquín Diego de Zúñiga Sotomayor, XII duque de Béjar, XIII marqués de Gibraleón (1715-1777) | Joaquín Diego de Zúñiga Sotomayor, XII duque de Béjar, XIII marqués de Gibraleón (1715-1777) | Joaquín Diego de Zúñiga Sotomayor, XII duque de Béjar, XIII marqués de Gibraleón (1715-1777) | Joaquín Diego de Zúñiga Sotomayor, XII duque de Béjar, XIII marqués de Gibraleón (1715-1777) | Joaquín Diego de Zúñiga Sotomayor, XII duque de Béjar, XIII marqués de Gibraleón (1715-1777) |  |  | | | | | | |  |  |                                                              |                                                              |                                                              |                                                              |                                                              |                                                              |  |  |  |  |  |  |  |  |  |  |  |  |  |  |  |  |  |  |  |  |  |  |
| | | | | | |  |  |                                                                                                   |                                                                                                   |                                                                                                   |                                                                                                   |                                                                                                   |                                                                                                   |  |  |                                                                                             |                                                                                             |                                                                                             |                                                                                             |                                                                                             |                                                                                             |  |  | María Josefa Pimentel, duquesa de Osuna, XV condesa XII duquesa de Benavente, XIII duquesa de Béjar, XIV marquesa de Gibraleón (1752-1834) |                                                                                        |                                                                                        |                                                                                        |                                                                                        |                                                                                        |  |  |                                                                                              |                                                                                              |                                                                                              |                                                                                              |                                                                                              |                                                                                              |  |  | | | | | | |  |  |                                                              |                                                              |                                                              |                                                              |                                                              |                                                              |  |  |  |  |  |  |  |  |  |  |  |  |  |  |  |  |  |  |  |  |  |  |
| | | | | | |  |  |                                                                                                   |                                                                                                   |                                                                                                   |                                                                                                   |                                                                                                   |                                                                                                   |  |  |                                                                                             |                                                                                             |                                                                                             |                                                                                             |                                                                                             |                                                                                             |  |  | |                                                                                        |                                                                                        |                                                                                        |                                                                                        |                                                                                        |  |  |                                                                                              |                                                                                              |                                                                                              |                                                                                              |                                                                                              |                                                                                              |  |  | | | | | | |  |  |                                                              |                                                              |                                                              |                                                              |                                                              |                                                              |  |  |  |  |  |  |  |  |  |  |  |  |  |  |  |  |  |  |  |  |  |  |
| | | | | | |  |  |                                                                                                   |                                                                                                   |                                                                                                   |                                                                                                   |                                                                                                   |                                                                                                   |  |  |                                                                                             |                                                                                             |                                                                                             |                                                                                             |                                                                                             |                                                                                             |  |  | |                                                                                        |                                                                                        |                                                                                        |                                                                                        |                                                                                        |  |  |                                                                                              |                                                                                              |                                                                                              |                                                                                              |                                                                                              |                                                                                              |  |  | | | | | | |  |  |                                                              |                                                              |                                                              |                                                              |                                                              |                                                              |  |  |  |  |  |  |  |  |  |  |  |  |  |  |  |  |  |  |  |  |  |  |
| | | | | | |  |  | Francisco de Borja Téllez-Girón, X duque de Osuna (1785-1820)                                     | Francisco de Borja Téllez-Girón, X duque de Osuna (1785-1820)                                     | Francisco de Borja Téllez-Girón, X duque de Osuna (1785-1820)                                     | Francisco de Borja Téllez-Girón, X duque de Osuna (1785-1820)                                     | Francisco de Borja Téllez-Girón, X duque de Osuna (1785-1820)                                     | Francisco de Borja Téllez-Girón, X duque de Osuna (1785-1820)                                     |  |  |                                                                                             |                                                                                             |                                                                                             |                                                                                             |                                                                                             |                                                                                             |  |  | Pedro de Alcántara Téllez-Girón, II príncipe de Anglona (1786-1851)                                                                        | Pedro de Alcántara Téllez-Girón, II príncipe de Anglona (1786-1851)                    | Pedro de Alcántara Téllez-Girón, II príncipe de Anglona (1786-1851)                    | Pedro de Alcántara Téllez-Girón, II príncipe de Anglona (1786-1851)                    | Pedro de Alcántara Téllez-Girón, II príncipe de Anglona (1786-1851)                    | Pedro de Alcántara Téllez-Girón, II príncipe de Anglona (1786-1851)                    |  |  |                                                                                              |                                                                                              |                                                                                              |                                                                                              |                                                                                              |                                                                                              |  |  | | | | | | |  |  |                                                              |                                                              |                                                              |                                                              |                                                              |                                                              |  |  |  |  |  |  |  |  |  |  |  |  |  |  |  |  |  |  |  |  |  |  |
| | | | | | |  |  | Francisco de Borja Téllez-Girón, X duque de Osuna (1785-1820)                                     | Francisco de Borja Téllez-Girón, X duque de Osuna (1785-1820)                                     | Francisco de Borja Téllez-Girón, X duque de Osuna (1785-1820)                                     | Francisco de Borja Téllez-Girón, X duque de Osuna (1785-1820)                                     | Francisco de Borja Téllez-Girón, X duque de Osuna (1785-1820)                                     | Francisco de Borja Téllez-Girón, X duque de Osuna (1785-1820)                                     |  |  |                                                                                             |                                                                                             |                                                                                             |                                                                                             |                                                                                             |                                                                                             |  |  | Pedro de Alcántara Téllez-Girón, II príncipe de Anglona (1786-1851)                                                                        | Pedro de Alcántara Téllez-Girón, II príncipe de Anglona (1786-1851)                    | Pedro de Alcántara Téllez-Girón, II príncipe de Anglona (1786-1851)                    | Pedro de Alcántara Téllez-Girón, II príncipe de Anglona (1786-1851)                    | Pedro de Alcántara Téllez-Girón, II príncipe de Anglona (1786-1851)                    | Pedro de Alcántara Téllez-Girón, II príncipe de Anglona (1786-1851)                    |  |  |                                                                                              |                                                                                              |                                                                                              |                                                                                              |                                                                                              |                                                                                              |  |  | | | | | | |  |  |                                                              |                                                              |                                                              |                                                              |                                                              |                                                              |  |  |  |  |  |  |  |  |  |  |  |  |  |  |  |  |  |  |  |  |  |  |
| | | | | | |  |  |                                                                                                   |                                                                                                   |                                                                                                   |                                                                                                   |                                                                                                   |                                                                                                   |  |  |                                                                                             |                                                                                             |                                                                                             |                                                                                             |                                                                                             |                                                                                             |  |  | |                                                                                        |                                                                                        |                                                                                        |                                                                                        |                                                                                        |  |  |                                                                                              |                                                                                              |                                                                                              |                                                                                              |                                                                                              |                                                                                              |  |  | | | | | | |  |  |                                                              |                                                              |                                                              |                                                              |                                                              |                                                              |  |  |  |  |  |  |  |  |  |  |  |  |  |  |  |  |  |  |  |  |  |  |
| Pedro de Alcántara Téllez-Girón, XI duque de Osuna, XIV duque de Béjar, XV marqués de Gibraleón (1810-1844) | Pedro de Alcántara Téllez-Girón, XI duque de Osuna, XIV duque de Béjar, XV marqués de Gibraleón (1810-1844) | Pedro de Alcántara Téllez-Girón, XI duque de Osuna, XIV duque de Béjar, XV marqués de Gibraleón (1810-1844) | Pedro de Alcántara Téllez-Girón, XI duque de Osuna, XIV duque de Béjar, XV marqués de Gibraleón (1810-1844) | Pedro de Alcántara Téllez-Girón, XI duque de Osuna, XIV duque de Béjar, XV marqués de Gibraleón (1810-1844) | Pedro de Alcántara Téllez-Girón, XI duque de Osuna, XIV duque de Béjar, XV marqués de Gibraleón (1810-1844) |  |  | Mariano Téllez-Girón, XII duque de Osuna, XV duque de Béjar, XVI marqués de Gibraleón (1814-1882) | Mariano Téllez-Girón, XII duque de Osuna, XV duque de Béjar, XVI marqués de Gibraleón (1814-1882) | Mariano Téllez-Girón, XII duque de Osuna, XV duque de Béjar, XVI marqués de Gibraleón (1814-1882) | Mariano Téllez-Girón, XII duque de Osuna, XV duque de Béjar, XVI marqués de Gibraleón (1814-1882) | Mariano Téllez-Girón, XII duque de Osuna, XV duque de Béjar, XVI marqués de Gibraleón (1814-1882) | Mariano Téllez-Girón, XII duque de Osuna, XV duque de Béjar, XVI marqués de Gibraleón (1814-1882) |  |  | Pedro de Alcántara Téllez-Girón, XIII duque de Osuna (1812-1900)                            | Pedro de Alcántara Téllez-Girón, XIII duque de Osuna (1812-1900)                            | Pedro de Alcántara Téllez-Girón, XIII duque de Osuna (1812-1900)                            | Pedro de Alcántara Téllez-Girón, XIII duque de Osuna (1812-1900)                            | Pedro de Alcántara Téllez-Girón, XIII duque de Osuna (1812-1900)                            | Pedro de Alcántara Téllez-Girón, XIII duque de Osuna (1812-1900)                            |  |  | Tirso María Téllez-Girón, duque de Uceda (1817-1871)                                                                                       | Tirso María Téllez-Girón, duque de Uceda (1817-1871)                                   | Tirso María Téllez-Girón, duque de Uceda (1817-1871)                                   | Tirso María Téllez-Girón, duque de Uceda (1817-1871)                                   | Tirso María Téllez-Girón, duque de Uceda (1817-1871)                                   | Tirso María Téllez-Girón, duque de Uceda (1817-1871)                                   |  |  |                                                                                              |                                                                                              |                                                                                              |                                                                                              |                                                                                              |                                                                                              |  |  | | | | | | |  |  |                                                              |                                                              |                                                              |                                                              |                                                              |                                                              |  |  |  |  |  |  |  |  |  |  |  |  |  |  |  |  |  |  |  |  |  |  |
| Pedro de Alcántara Téllez-Girón, XI duque de Osuna, XIV duque de Béjar, XV marqués de Gibraleón (1810-1844) | Pedro de Alcántara Téllez-Girón, XI duque de Osuna, XIV duque de Béjar, XV marqués de Gibraleón (1810-1844) | Pedro de Alcántara Téllez-Girón, XI duque de Osuna, XIV duque de Béjar, XV marqués de Gibraleón (1810-1844) | Pedro de Alcántara Téllez-Girón, XI duque de Osuna, XIV duque de Béjar, XV marqués de Gibraleón (1810-1844) | Pedro de Alcántara Téllez-Girón, XI duque de Osuna, XIV duque de Béjar, XV marqués de Gibraleón (1810-1844) | Pedro de Alcántara Téllez-Girón, XI duque de Osuna, XIV duque de Béjar, XV marqués de Gibraleón (1810-1844) |  |  | Mariano Téllez-Girón, XII duque de Osuna, XV duque de Béjar, XVI marqués de Gibraleón (1814-1882) | Mariano Téllez-Girón, XII duque de Osuna, XV duque de Béjar, XVI marqués de Gibraleón (1814-1882) | Mariano Téllez-Girón, XII duque de Osuna, XV duque de Béjar, XVI marqués de Gibraleón (1814-1882) | Mariano Téllez-Girón, XII duque de Osuna, XV duque de Béjar, XVI marqués de Gibraleón (1814-1882) | Mariano Téllez-Girón, XII duque de Osuna, XV duque de Béjar, XVI marqués de Gibraleón (1814-1882) | Mariano Téllez-Girón, XII duque de Osuna, XV duque de Béjar, XVI marqués de Gibraleón (1814-1882) |  |  | Pedro de Alcántara Téllez-Girón, XIII duque de Osuna (1812-1900)                            | Pedro de Alcántara Téllez-Girón, XIII duque de Osuna (1812-1900)                            | Pedro de Alcántara Téllez-Girón, XIII duque de Osuna (1812-1900)                            | Pedro de Alcántara Téllez-Girón, XIII duque de Osuna (1812-1900)                            | Pedro de Alcántara Téllez-Girón, XIII duque de Osuna (1812-1900)                            | Pedro de Alcántara Téllez-Girón, XIII duque de Osuna (1812-1900)                            |  |  | Tirso María Téllez-Girón, duque de Uceda (1817-1871)                                                                                       | Tirso María Téllez-Girón, duque de Uceda (1817-1871)                                   | Tirso María Téllez-Girón, duque de Uceda (1817-1871)                                   | Tirso María Téllez-Girón, duque de Uceda (1817-1871)                                   | Tirso María Téllez-Girón, duque de Uceda (1817-1871)                                   | Tirso María Téllez-Girón, duque de Uceda (1817-1871)                                   |  |  |                                                                                              |                                                                                              |                                                                                              |                                                                                              |                                                                                              |                                                                                              |  |  | | | | | | |  |  |                                                              |                                                              |                                                              |                                                              |                                                              |                                                              |  |  |  |  |  |  |  |  |  |  |  |  |  |  |  |  |  |  |  |  |  |  |
| | | | | | |  |  |                                                                                                   |                                                                                                   |                                                                                                   |                                                                                                   |                                                                                                   |                                                                                                   |  |  |                                                                                             |                                                                                             |                                                                                             |                                                                                             |                                                                                             |                                                                                             |  |  | |                                                                                        |                                                                                        |                                                                                        |                                                                                        |                                                                                        |  |  |                                                                                              |                                                                                              |                                                                                              |                                                                                              |                                                                                              |                                                                                              |  |  | | | | | | |  |  |                                                              |                                                              |                                                              |                                                              |                                                              |                                                              |  |  |  |  |  |  |  |  |  |  |  |  |  |  |  |  |  |  |  |  |  |  |
| | | | | | |  |  |                                                                                                   |                                                                                                   |                                                                                                   |                                                                                                   |                                                                                                   |                                                                                                   |  |  |                                                                                             |                                                                                             |                                                                                             |                                                                                             |                                                                                             |                                                                                             |  |  | Francisco de Borja Téllez-Girón, XI duque de Uceda (1839-1897)                                                                             | Francisco de Borja Téllez-Girón, XI duque de Uceda (1839-1897)                         | Francisco de Borja Téllez-Girón, XI duque de Uceda (1839-1897)                         | Francisco de Borja Téllez-Girón, XI duque de Uceda (1839-1897)                         | Francisco de Borja Téllez-Girón, XI duque de Uceda (1839-1897)                         | Francisco de Borja Téllez-Girón, XI duque de Uceda (1839-1897)                         |  |  | María del Rosario Téllez-Girón, XVI duquesa de Béjar, XVII marquesa de Gibraleón (1840-1896) | María del Rosario Téllez-Girón, XVI duquesa de Béjar, XVII marquesa de Gibraleón (1840-1896) | María del Rosario Téllez-Girón, XVI duquesa de Béjar, XVII marquesa de Gibraleón (1840-1896) | María del Rosario Téllez-Girón, XVI duquesa de Béjar, XVII marquesa de Gibraleón (1840-1896) | María del Rosario Téllez-Girón, XVI duquesa de Béjar, XVII marquesa de Gibraleón (1840-1896) | María del Rosario Téllez-Girón, XVI duquesa de Béjar, XVII marquesa de Gibraleón (1840-1896) |  |  | | | | | | |  |  |                                                              |                                                              |                                                              |                                                              |                                                              |                                                              |  |  |  |  |  |  |  |  |  |  |  |  |  |  |  |  |  |  |  |  |  |  |
| | | | | | |  |  |                                                                                                   |                                                                                                   |                                                                                                   |                                                                                                   |                                                                                                   |                                                                                                   |  |  |                                                                                             |                                                                                             |                                                                                             |                                                                                             |                                                                                             |                                                                                             |  |  | Francisco de Borja Téllez-Girón, XI duque de Uceda (1839-1897)                                                                             | Francisco de Borja Téllez-Girón, XI duque de Uceda (1839-1897)                         | Francisco de Borja Téllez-Girón, XI duque de Uceda (1839-1897)                         | Francisco de Borja Téllez-Girón, XI duque de Uceda (1839-1897)                         | Francisco de Borja Téllez-Girón, XI duque de Uceda (1839-1897)                         | Francisco de Borja Téllez-Girón, XI duque de Uceda (1839-1897)                         |  |  | María del Rosario Téllez-Girón, XVI duquesa de Béjar, XVII marquesa de Gibraleón (1840-1896) | María del Rosario Téllez-Girón, XVI duquesa de Béjar, XVII marquesa de Gibraleón (1840-1896) | María del Rosario Téllez-Girón, XVI duquesa de Béjar, XVII marquesa de Gibraleón (1840-1896) | María del Rosario Téllez-Girón, XVI duquesa de Béjar, XVII marquesa de Gibraleón (1840-1896) | María del Rosario Téllez-Girón, XVI duquesa de Béjar, XVII marquesa de Gibraleón (1840-1896) | María del Rosario Téllez-Girón, XVI duquesa de Béjar, XVII marquesa de Gibraleón (1840-1896) |  |  | | | | | | |  |  |                                                              |                                                              |                                                              |                                                              |                                                              |                                                              |  |  |  |  |  |  |  |  |  |  |  |  |  |  |  |  |  |  |  |  |  |  |
| | | | | | |  |  |                                                                                                   |                                                                                                   |                                                                                                   |                                                                                                   |                                                                                                   |                                                                                                   |  |  |                                                                                             |                                                                                             |                                                                                             |                                                                                             |                                                                                             |                                                                                             |  |  | |                                                                                        |                                                                                        |                                                                                        |                                                                                        |                                                                                        |  |  |                                                                                              |                                                                                              |                                                                                              |                                                                                              |                                                                                              |                                                                                              |  |  | | | | | | |  |  |                                                              |                                                              |                                                              |                                                              |                                                              |                                                              |  |  |  |  |  |  |  |  |  |  |  |  |  |  |  |  |  |  |  |  |  |  |
| | | | | | |  |  |                                                                                                   |                                                                                                   |                                                                                                   |                                                                                                   |                                                                                                   |                                                                                                   |  |  | Luis María Téllez-Girón, XIV duque de Osuna (1870-1909)                                     | Luis María Téllez-Girón, XIV duque de Osuna (1870-1909)                                     | Luis María Téllez-Girón, XIV duque de Osuna (1870-1909)                                     | Luis María Téllez-Girón, XIV duque de Osuna (1870-1909)                                     | Luis María Téllez-Girón, XIV duque de Osuna (1870-1909)                                     | Luis María Téllez-Girón, XIV duque de Osuna (1870-1909)                                     |  |  | Mariano Téllez-Girón, XV duque de Osuna (1887-1931) Con sucesión en la casa de Osuna.                                                      | Mariano Téllez-Girón, XV duque de Osuna (1887-1931) Con sucesión en la casa de Osuna.  | Mariano Téllez-Girón, XV duque de Osuna (1887-1931) Con sucesión en la casa de Osuna.  | Mariano Téllez-Girón, XV duque de Osuna (1887-1931) Con sucesión en la casa de Osuna.  | Mariano Téllez-Girón, XV duque de Osuna (1887-1931) Con sucesión en la casa de Osuna.  | Mariano Téllez-Girón, XV duque de Osuna (1887-1931) Con sucesión en la casa de Osuna.  |  |  | Jaime Roca de Togores, XVII duque de Béjar, XVIII marqués de Gibraleón (1862-1921)           | Jaime Roca de Togores, XVII duque de Béjar, XVIII marqués de Gibraleón (1862-1921)           | Jaime Roca de Togores, XVII duque de Béjar, XVIII marqués de Gibraleón (1862-1921)           | Jaime Roca de Togores, XVII duque de Béjar, XVIII marqués de Gibraleón (1862-1921)           | Jaime Roca de Togores, XVII duque de Béjar, XVIII marqués de Gibraleón (1862-1921)           | Jaime Roca de Togores, XVII duque de Béjar, XVIII marqués de Gibraleón (1862-1921)           |  |  | Luis Roca de Togores, XVIII duque de Béjar, XIX marqués de Gibraleón (1865-1936)                        | Luis Roca de Togores, XVIII duque de Béjar, XIX marqués de Gibraleón (1865-1936)                        | Luis Roca de Togores, XVIII duque de Béjar, XIX marqués de Gibraleón (1865-1936)                        | Luis Roca de Togores, XVIII duque de Béjar, XIX marqués de Gibraleón (1865-1936)                        | Luis Roca de Togores, XVIII duque de Béjar, XIX marqués de Gibraleón (1865-1936)                        | Luis Roca de Togores, XVIII duque de Béjar, XIX marqués de Gibraleón (1865-1936)                        |  |  |                                                              |                                                              |                                                              |                                                              |                                                              |                                                              |  |  |  |  |  |  |  |  |  |  |  |  |  |  |  |  |  |  |  |  |  |  |
| | | | | | |  |  |                                                                                                   |                                                                                                   |                                                                                                   |                                                                                                   |                                                                                                   |                                                                                                   |  |  | Luis María Téllez-Girón, XIV duque de Osuna (1870-1909)                                     | Luis María Téllez-Girón, XIV duque de Osuna (1870-1909)                                     | Luis María Téllez-Girón, XIV duque de Osuna (1870-1909)                                     | Luis María Téllez-Girón, XIV duque de Osuna (1870-1909)                                     | Luis María Téllez-Girón, XIV duque de Osuna (1870-1909)                                     | Luis María Téllez-Girón, XIV duque de Osuna (1870-1909)                                     |  |  | Mariano Téllez-Girón, XV duque de Osuna (1887-1931) Con sucesión en la casa de Osuna.                                                      | Mariano Téllez-Girón, XV duque de Osuna (1887-1931) Con sucesión en la casa de Osuna.  | Mariano Téllez-Girón, XV duque de Osuna (1887-1931) Con sucesión en la casa de Osuna.  | Mariano Téllez-Girón, XV duque de Osuna (1887-1931) Con sucesión en la casa de Osuna.  | Mariano Téllez-Girón, XV duque de Osuna (1887-1931) Con sucesión en la casa de Osuna.  | Mariano Téllez-Girón, XV duque de Osuna (1887-1931) Con sucesión en la casa de Osuna.  |  |  | Jaime Roca de Togores, XVII duque de Béjar, XVIII marqués de Gibraleón (1862-1921)           | Jaime Roca de Togores, XVII duque de Béjar, XVIII marqués de Gibraleón (1862-1921)           | Jaime Roca de Togores, XVII duque de Béjar, XVIII marqués de Gibraleón (1862-1921)           | Jaime Roca de Togores, XVII duque de Béjar, XVIII marqués de Gibraleón (1862-1921)           | Jaime Roca de Togores, XVII duque de Béjar, XVIII marqués de Gibraleón (1862-1921)           | Jaime Roca de Togores, XVII duque de Béjar, XVIII marqués de Gibraleón (1862-1921)           |  |  | Luis Roca de Togores, XVIII duque de Béjar, XIX marqués de Gibraleón (1865-1936)                        | Luis Roca de Togores, XVIII duque de Béjar, XIX marqués de Gibraleón (1865-1936)                        | Luis Roca de Togores, XVIII duque de Béjar, XIX marqués de Gibraleón (1865-1936)                        | Luis Roca de Togores, XVIII duque de Béjar, XIX marqués de Gibraleón (1865-1936)                        | Luis Roca de Togores, XVIII duque de Béjar, XIX marqués de Gibraleón (1865-1936)                        | Luis Roca de Togores, XVIII duque de Béjar, XIX marqués de Gibraleón (1865-1936)                        |  |  |                                                              |                                                              |                                                              |                                                              |                                                              |                                                              |  |  |  |  |  |  |  |  |  |  |  |  |  |  |  |  |  |  |  |  |  |  |
| | | | | | |  |  |                                                                                                   |                                                                                                   |                                                                                                   |                                                                                                   |                                                                                                   |                                                                                                   |  |  |                                                                                             |                                                                                             |                                                                                             |                                                                                             |                                                                                             |                                                                                             |  |  | |                                                                                        |                                                                                        |                                                                                        |                                                                                        |                                                                                        |  |  |                                                                                              |                                                                                              |                                                                                              |                                                                                              |                                                                                              |                                                                                              |  |  | | | | | | |  |  |                                                              |                                                              |                                                              |                                                              |                                                              |                                                              |  |  |  |  |  |  |  |  |  |  |  |  |  |  |  |  |  |  |  |  |  |  |
| | | | | | |  |  |                                                                                                   |                                                                                                   |                                                                                                   |                                                                                                   |                                                                                                   |                                                                                                   |  |  |                                                                                             |                                                                                             |                                                                                             |                                                                                             |                                                                                             |                                                                                             |  |  | |                                                                                        |                                                                                        |                                                                                        |                                                                                        |                                                                                        |  |  |                                                                                              |                                                                                              |                                                                                              |                                                                                              |                                                                                              |                                                                                              |  |  | Pedro de Alcántara Roca de Togores, XIX duque de Béjar (1895-1941) Con sucesión en los duques de Béjar. | Pedro de Alcántara Roca de Togores, XIX duque de Béjar (1895-1941) Con sucesión en los duques de Béjar. | Pedro de Alcántara Roca de Togores, XIX duque de Béjar (1895-1941) Con sucesión en los duques de Béjar. | Pedro de Alcántara Roca de Togores, XIX duque de Béjar (1895-1941) Con sucesión en los duques de Béjar. | Pedro de Alcántara Roca de Togores, XIX duque de Béjar (1895-1941) Con sucesión en los duques de Béjar. | Pedro de Alcántara Roca de Togores, XIX duque de Béjar (1895-1941) Con sucesión en los duques de Béjar. |  |  | Ignacio Roca de Togores, XX marqués de Gibraleón (1909-1965) | Ignacio Roca de Togores, XX marqués de Gibraleón (1909-1965) | Ignacio Roca de Togores, XX marqués de Gibraleón (1909-1965) | Ignacio Roca de Togores, XX marqués de Gibraleón (1909-1965) | Ignacio Roca de Togores, XX marqués de Gibraleón (1909-1965) | Ignacio Roca de Togores, XX marqués de Gibraleón (1909-1965) |  |  |  |  |  |  |  |  |  |  |  |  |  |  |  |  |  |  |  |  |  |  |
| | | | | | |  |  |                                                                                                   |                                                                                                   |                                                                                                   |                                                                                                   |                                                                                                   |                                                                                                   |  |  |                                                                                             |                                                                                             |                                                                                             |                                                                                             |                                                                                             |                                                                                             |  |  | |                                                                                        |                                                                                        |                                                                                        |                                                                                        |                                                                                        |  |  |                                                                                              |                                                                                              |                                                                                              |                                                                                              |                                                                                              |                                                                                              |  |  | Pedro de Alcántara Roca de Togores, XIX duque de Béjar (1895-1941) Con sucesión en los duques de Béjar. | Pedro de Alcántara Roca de Togores, XIX duque de Béjar (1895-1941) Con sucesión en los duques de Béjar. | Pedro de Alcántara Roca de Togores, XIX duque de Béjar (1895-1941) Con sucesión en los duques de Béjar. | Pedro de Alcántara Roca de Togores, XIX duque de Béjar (1895-1941) Con sucesión en los duques de Béjar. | Pedro de Alcántara Roca de Togores, XIX duque de Béjar (1895-1941) Con sucesión en los duques de Béjar. | Pedro de Alcántara Roca de Togores, XIX duque de Béjar (1895-1941) Con sucesión en los duques de Béjar. |  |  | Ignacio Roca de Togores, XX marqués de Gibraleón (1909-1965) | Ignacio Roca de Togores, XX marqués de Gibraleón (1909-1965) | Ignacio Roca de Togores, XX marqués de Gibraleón (1909-1965) | Ignacio Roca de Togores, XX marqués de Gibraleón (1909-1965) | Ignacio Roca de Togores, XX marqués de Gibraleón (1909-1965) | Ignacio Roca de Togores, XX marqués de Gibraleón (1909-1965) |  |  |  |  |  |  |  |  |  |  |  |  |  |  |  |  |  |  |  |  |  |  |
| | | | | | |  |  |                                                                                                   |                                                                                                   |                                                                                                   |                                                                                                   |                                                                                                   |                                                                                                   |  |  |                                                                                             |                                                                                             |                                                                                             |                                                                                             |                                                                                             |                                                                                             |  |  | |                                                                                        |                                                                                        |                                                                                        |                                                                                        |                                                                                        |  |  |                                                                                              |                                                                                              |                                                                                              |                                                                                              |                                                                                              |                                                                                              |  |  | | | | | | |  |  | Luis Roca de Togores, XXI marqués de Gibraleón (1938-2008)   |                                                              |                                                              |                                                              |                                                              |                                                              |  |  |  |  |  |  |  |  |  |  |  |  |  |  |  |  |  |  |  |  |  |  |
| | | | | | |  |  |                                                                                                   |                                                                                                   |                                                                                                   |                                                                                                   |                                                                                                   |                                                                                                   |  |  |                                                                                             |                                                                                             |                                                                                             |                                                                                             |                                                                                             |                                                                                             |  |  | |                                                                                        |                                                                                        |                                                                                        |                                                                                        |                                                                                        |  |  |                                                                                              |                                                                                              |                                                                                              |                                                                                              |                                                                                              |                                                                                              |  |  | | | | | | |  |  |                                                              |                                                              |                                                              |                                                              |                                                              |                                                              |  |  |  |  |  |  |  |  |  |  |  |  |  |  |  |  |  |  |  |  |  |  |
| | | | | | |  |  |                                                                                                   |                                                                                                   |                                                                                                   |                                                                                                   |                                                                                                   |                                                                                                   |  |  |                                                                                             |                                                                                             |                                                                                             |                                                                                             |                                                                                             |                                                                                             |  |  | |                                                                                        |                                                                                        |                                                                                        |                                                                                        |                                                                                        |  |  |                                                                                              |                                                                                              |                                                                                              |                                                                                              |                                                                                              |                                                                                              |  |  | | | | | | |  |  | Ignacio Roca de Togores, XXII marqués de Gibraleón (n. 1968) |                                                              |                                                              |                                                              |                                                              |                                                              |  |  |  |  |  |  |  |  |  |  |  |  |  |  |  |  |  |  |  |  |  |  |
| | | | | | |  |  |                                                                                                   |                                                                                                   |                                                                                                   |                                                                                                   |                                                                                                   |                                                                                                   |  |  |                                                                                             |                                                                                             |                                                                                             |                                                                                             |                                                                                             |                                                                                             |  |  | |                                                                                        |                                                                                        |                                                                                        |                                                                                        |                                                                                        |  |  |                                                                                              |                                                                                              |                                                                                              |                                                                                              |                                                                                              |                                                                                              |  |  | | | | | | |  |  |                                                              |                                                              |                                                              |                                                              |                                                              |                                                              |  |  |  |  |  |  |  |  |  |  |  |  |  |  |  |  |  |  |  |  |  |  |
| | | | | | |  |  |                                                                                                   |                                                                                                   |                                                                                                   |                                                                                                   |                                                                                                   |                                                                                                   |  |  |                                                                                             |                                                                                             |                                                                                             |                                                                                             |                                                                                             |                                                                                             |  |  | |                                                                                        |                                                                                        |                                                                                        |                                                                                        |                                                                                        |  |  |                                                                                              |                                                                                              |                                                                                              |                                                                                              |                                                                                              |                                                                                              |  |  | | | | | | |  |  | Luis Felipe Roca de Togores y Rodríguez (n. 1997)            |                                                              |                                                              |                                                              |                                                              |                                                              |  |  |  |  |  |  |  |  |  |  |  |  |  |  |  |  |  |  |  |  |  |  |

| | | | | | |  |  |                                                                                                   |                                                                                                   |                                                                                                   |                                                                                                   |                                                                                                   |                                                                                                   |  |  |                                                                                             |                                                                                             |                                                                                             |                                                                                             |                                                                                             |                                                                                             |  |  | Álvaro de Zúñiga, I duque de Béjar († 1488)                                                                                                |                                                                                        |                                                                                        |                                                                                        |                                                                                        |                                                                                        |  |  |                                                                                              |                                                                                              |                                                                                              |                                                                                              |                                                                                              |                                                                                              |  |  | | | | | | |  |  |                                                              |                                                              |                                                              |                                                              |                                                              |                                                              |  |  |  |  |  |  |  |  |  |  |  |  |  |  |  |  |  |  |  |  |  |  |
| | | | | | |  |  |                                                                                                   |                                                                                                   |                                                                                                   |                                                                                                   |                                                                                                   |                                                                                                   |  |  |                                                                                             |                                                                                             |                                                                                             |                                                                                             |                                                                                             |                                                                                             |  |  | |                                                                                        |                                                                                        |                                                                                        |                                                                                        |                                                                                        |  |  |                                                                                              |                                                                                              |                                                                                              |                                                                                              |                                                                                              |                                                                                              |  |  | | | | | | |  |  |                                                              |                                                              |                                                              |                                                              |                                                              |                                                              |  |  |  |  |  |  |  |  |  |  |  |  |  |  |  |  |  |  |  |  |  |  |
| | | | | | |  |  |                                                                                                   |                                                                                                   |                                                                                                   |                                                                                                   |                                                                                                   |                                                                                                   |  |  |                                                                                             |                                                                                             |                                                                                             |                                                                                             |                                                                                             |                                                                                             |  |  | Pedro de Zúñiga, II conde de Bañares (1430-1484)                                                                                           |                                                                                        |                                                                                        |                                                                                        |                                                                                        |                                                                                        |  |  |                                                                                              |                                                                                              |                                                                                              |                                                                                              |                                                                                              |                                                                                              |  |  | | | | | | |  |  |                                                              |                                                              |                                                              |                                                              |                                                              |                                                              |  |  |  |  |  |  |  |  |  |  |  |  |  |  |  |  |  |  |  |  |  |  |
| | | | | | |  |  |                                                                                                   |                                                                                                   |                                                                                                   |                                                                                                   |                                                                                                   |                                                                                                   |  |  |                                                                                             |                                                                                             |                                                                                             |                                                                                             |                                                                                             |                                                                                             |  |  | |                                                                                        |                                                                                        |                                                                                        |                                                                                        |                                                                                        |  |  |                                                                                              |                                                                                              |                                                                                              |                                                                                              |                                                                                              |                                                                                              |  |  | | | | | | |  |  |                                                              |                                                              |                                                              |                                                              |                                                              |                                                              |  |  |  |  |  |  |  |  |  |  |  |  |  |  |  |  |  |  |  |  |  |  |
| | | | | | |  |  |                                                                                                   |                                                                                                   |                                                                                                   |                                                                                                   |                                                                                                   |                                                                                                   |  |  |                                                                                             |                                                                                             |                                                                                             |                                                                                             |                                                                                             |                                                                                             |  |  | |                                                                                        |                                                                                        |                                                                                        |                                                                                        |                                                                                        |  |  |                                                                                              |                                                                                              |                                                                                              |                                                                                              |                                                                                              |                                                                                              |  |  | | | | | | |  |  |                                                              |                                                              |                                                              |                                                              |                                                              |                                                              |  |  |  |  |  |  |  |  |  |  |  |  |  |  |  |  |  |  |  |  |  |  |
| | | | | | |  |  |                                                                                                   |                                                                                                   |                                                                                                   |                                                                                                   |                                                                                                   |                                                                                                   |  |  | Álvaro de Zúñiga, II duque de Béjar, I marqués de Gibraleón († 1531)                        | Álvaro de Zúñiga, II duque de Béjar, I marqués de Gibraleón († 1531)                        | Álvaro de Zúñiga, II duque de Béjar, I marqués de Gibraleón († 1531)                        | Álvaro de Zúñiga, II duque de Béjar, I marqués de Gibraleón († 1531)                        | Álvaro de Zúñiga, II duque de Béjar, I marqués de Gibraleón († 1531)                        | Álvaro de Zúñiga, II duque de Béjar, I marqués de Gibraleón († 1531)                        |  |  | Francisco de Zúñiga, I marqués de Ayamonte († 1525)                                                                                        | Francisco de Zúñiga, I marqués de Ayamonte († 1525)                                    | Francisco de Zúñiga, I marqués de Ayamonte († 1525)                                    | Francisco de Zúñiga, I marqués de Ayamonte († 1525)                                    | Francisco de Zúñiga, I marqués de Ayamonte († 1525)                                    | Francisco de Zúñiga, I marqués de Ayamonte († 1525)                                    |  |  |                                                                                              |                                                                                              |                                                                                              |                                                                                              |                                                                                              |                                                                                              |  |  | | | | | | |  |  |                                                              |                                                              |                                                              |                                                              |                                                              |                                                              |  |  |  |  |  |  |  |  |  |  |  |  |  |  |  |  |  |  |  |  |  |  |
| | | | | | |  |  |                                                                                                   |                                                                                                   |                                                                                                   |                                                                                                   |                                                                                                   |                                                                                                   |  |  | Álvaro de Zúñiga, II duque de Béjar, I marqués de Gibraleón († 1531)                        | Álvaro de Zúñiga, II duque de Béjar, I marqués de Gibraleón († 1531)                        | Álvaro de Zúñiga, II duque de Béjar, I marqués de Gibraleón († 1531)                        | Álvaro de Zúñiga, II duque de Béjar, I marqués de Gibraleón († 1531)                        | Álvaro de Zúñiga, II duque de Béjar, I marqués de Gibraleón († 1531)                        | Álvaro de Zúñiga, II duque de Béjar, I marqués de Gibraleón († 1531)                        |  |  | Francisco de Zúñiga, I marqués de Ayamonte († 1525)                                                                                        | Francisco de Zúñiga, I marqués de Ayamonte († 1525)                                    | Francisco de Zúñiga, I marqués de Ayamonte († 1525)                                    | Francisco de Zúñiga, I marqués de Ayamonte († 1525)                                    | Francisco de Zúñiga, I marqués de Ayamonte († 1525)                                    | Francisco de Zúñiga, I marqués de Ayamonte († 1525)                                    |  |  |                                                                                              |                                                                                              |                                                                                              |                                                                                              |                                                                                              |                                                                                              |  |  | | | | | | |  |  |                                                              |                                                              |                                                              |                                                              |                                                              |                                                              |  |  |  |  |  |  |  |  |  |  |  |  |  |  |  |  |  |  |  |  |  |  |
| | | | | | |  |  |                                                                                                   |                                                                                                   |                                                                                                   |                                                                                                   |                                                                                                   |                                                                                                   |  |  |                                                                                             |                                                                                             |                                                                                             |                                                                                             |                                                                                             |                                                                                             |  |  | Teresa de Zúñiga, III duquesa de Béjar, II marquesa de Gibraleón (1502-1565)                                                               |                                                                                        |                                                                                        |                                                                                        |                                                                                        |                                                                                        |  |  |                                                                                              |                                                                                              |                                                                                              |                                                                                              |                                                                                              |                                                                                              |  |  | | | | | | |  |  |                                                              |                                                              |                                                              |                                                              |                                                              |                                                              |  |  |  |  |  |  |  |  |  |  |  |  |  |  |  |  |  |  |  |  |  |  |
| | | | | | |  |  |                                                                                                   |                                                                                                   |                                                                                                   |                                                                                                   |                                                                                                   |                                                                                                   |  |  |                                                                                             |                                                                                             |                                                                                             |                                                                                             |                                                                                             |                                                                                             |  |  | |                                                                                        |                                                                                        |                                                                                        |                                                                                        |                                                                                        |  |  |                                                                                              |                                                                                              |                                                                                              |                                                                                              |                                                                                              |                                                                                              |  |  | | | | | | |  |  |                                                              |                                                              |                                                              |                                                              |                                                              |                                                              |  |  |  |  |  |  |  |  |  |  |  |  |  |  |  |  |  |  |  |  |  |  |
| | | | | | |  |  |                                                                                                   |                                                                                                   |                                                                                                   |                                                                                                   |                                                                                                   |                                                                                                   |  |  |                                                                                             |                                                                                             |                                                                                             |                                                                                             |                                                                                             |                                                                                             |  |  | |                                                                                        |                                                                                        |                                                                                        |                                                                                        |                                                                                        |  |  |                                                                                              |                                                                                              |                                                                                              |                                                                                              |                                                                                              |                                                                                              |  |  | | | | | | |  |  |                                                              |                                                              |                                                              |                                                              |                                                              |                                                              |  |  |  |  |  |  |  |  |  |  |  |  |  |  |  |  |  |  |  |  |  |  |
| | | | | | |  |  | Manuel de Zúñiga Sotomayor, III marqués de Gibraleón                                              | Manuel de Zúñiga Sotomayor, III marqués de Gibraleón                                              | Manuel de Zúñiga Sotomayor, III marqués de Gibraleón                                              | Manuel de Zúñiga Sotomayor, III marqués de Gibraleón                                              | Manuel de Zúñiga Sotomayor, III marqués de Gibraleón                                              | Manuel de Zúñiga Sotomayor, III marqués de Gibraleón                                              |  |  | Alonso de Zúñiga Sotomayor, IV marqués de Gibraleón († 1544)                                | Alonso de Zúñiga Sotomayor, IV marqués de Gibraleón († 1544)                                | Alonso de Zúñiga Sotomayor, IV marqués de Gibraleón († 1544)                                | Alonso de Zúñiga Sotomayor, IV marqués de Gibraleón († 1544)                                | Alonso de Zúñiga Sotomayor, IV marqués de Gibraleón († 1544)                                | Alonso de Zúñiga Sotomayor, IV marqués de Gibraleón († 1544)                                |  |  | Francisco de Zúñiga Sotomayor, IV duque de Béjar, V marqués de Gibraleón (1523-1591)                                                       | Francisco de Zúñiga Sotomayor, IV duque de Béjar, V marqués de Gibraleón (1523-1591)   | Francisco de Zúñiga Sotomayor, IV duque de Béjar, V marqués de Gibraleón (1523-1591)   | Francisco de Zúñiga Sotomayor, IV duque de Béjar, V marqués de Gibraleón (1523-1591)   | Francisco de Zúñiga Sotomayor, IV duque de Béjar, V marqués de Gibraleón (1523-1591)   | Francisco de Zúñiga Sotomayor, IV duque de Béjar, V marqués de Gibraleón (1523-1591)   |  |  |                                                                                              |                                                                                              |                                                                                              |                                                                                              |                                                                                              |                                                                                              |  |  | | | | | | |  |  |                                                              |                                                              |                                                              |                                                              |                                                              |                                                              |  |  |  |  |  |  |  |  |  |  |  |  |  |  |  |  |  |  |  |  |  |  |
| | | | | | |  |  | Manuel de Zúñiga Sotomayor, III marqués de Gibraleón                                              | Manuel de Zúñiga Sotomayor, III marqués de Gibraleón                                              | Manuel de Zúñiga Sotomayor, III marqués de Gibraleón                                              | Manuel de Zúñiga Sotomayor, III marqués de Gibraleón                                              | Manuel de Zúñiga Sotomayor, III marqués de Gibraleón                                              | Manuel de Zúñiga Sotomayor, III marqués de Gibraleón                                              |  |  | Alonso de Zúñiga Sotomayor, IV marqués de Gibraleón († 1544)                                | Alonso de Zúñiga Sotomayor, IV marqués de Gibraleón († 1544)                                | Alonso de Zúñiga Sotomayor, IV marqués de Gibraleón († 1544)                                | Alonso de Zúñiga Sotomayor, IV marqués de Gibraleón († 1544)                                | Alonso de Zúñiga Sotomayor, IV marqués de Gibraleón († 1544)                                | Alonso de Zúñiga Sotomayor, IV marqués de Gibraleón († 1544)                                |  |  | Francisco de Zúñiga Sotomayor, IV duque de Béjar, V marqués de Gibraleón (1523-1591)                                                       | Francisco de Zúñiga Sotomayor, IV duque de Béjar, V marqués de Gibraleón (1523-1591)   | Francisco de Zúñiga Sotomayor, IV duque de Béjar, V marqués de Gibraleón (1523-1591)   | Francisco de Zúñiga Sotomayor, IV duque de Béjar, V marqués de Gibraleón (1523-1591)   | Francisco de Zúñiga Sotomayor, IV duque de Béjar, V marqués de Gibraleón (1523-1591)   | Francisco de Zúñiga Sotomayor, IV duque de Béjar, V marqués de Gibraleón (1523-1591)   |  |  |                                                                                              |                                                                                              |                                                                                              |                                                                                              |                                                                                              |                                                                                              |  |  | | | | | | |  |  |                                                              |                                                              |                                                              |                                                              |                                                              |                                                              |  |  |  |  |  |  |  |  |  |  |  |  |  |  |  |  |  |  |  |  |  |  |
| | | | | | |  |  |                                                                                                   |                                                                                                   |                                                                                                   |                                                                                                   |                                                                                                   |                                                                                                   |  |  |                                                                                             |                                                                                             |                                                                                             |                                                                                             |                                                                                             |                                                                                             |  |  | Francisco Diego de Zúñiga Sotomayor, V duque de Béjar, VI marqués de Gibraleón (1550-1601)                                                 |                                                                                        |                                                                                        |                                                                                        |                                                                                        |                                                                                        |  |  |                                                                                              |                                                                                              |                                                                                              |                                                                                              |                                                                                              |                                                                                              |  |  | | | | | | |  |  |                                                              |                                                              |                                                              |                                                              |                                                              |                                                              |  |  |  |  |  |  |  |  |  |  |  |  |  |  |  |  |  |  |  |  |  |  |
| | | | | | |  |  |                                                                                                   |                                                                                                   |                                                                                                   |                                                                                                   |                                                                                                   |                                                                                                   |  |  |                                                                                             |                                                                                             |                                                                                             |                                                                                             |                                                                                             |                                                                                             |  |  | |                                                                                        |                                                                                        |                                                                                        |                                                                                        |                                                                                        |  |  |                                                                                              |                                                                                              |                                                                                              |                                                                                              |                                                                                              |                                                                                              |  |  | | | | | | |  |  |                                                              |                                                              |                                                              |                                                              |                                                              |                                                              |  |  |  |  |  |  |  |  |  |  |  |  |  |  |  |  |  |  |  |  |  |  |
| | | | | | |  |  |                                                                                                   |                                                                                                   |                                                                                                   |                                                                                                   |                                                                                                   |                                                                                                   |  |  |                                                                                             |                                                                                             |                                                                                             |                                                                                             |                                                                                             |                                                                                             |  |  | Alonso Diego de Zúñiga Sotomayor, VI duque de Béjar, VII marqués de Gibraleón (1578-1619)                                                  |                                                                                        |                                                                                        |                                                                                        |                                                                                        |                                                                                        |  |  |                                                                                              |                                                                                              |                                                                                              |                                                                                              |                                                                                              |                                                                                              |  |  | | | | | | |  |  |                                                              |                                                              |                                                              |                                                              |                                                              |                                                              |  |  |  |  |  |  |  |  |  |  |  |  |  |  |  |  |  |  |  |  |  |  |
| | | | | | |  |  |                                                                                                   |                                                                                                   |                                                                                                   |                                                                                                   |                                                                                                   |                                                                                                   |  |  |                                                                                             |                                                                                             |                                                                                             |                                                                                             |                                                                                             |                                                                                             |  |  | |                                                                                        |                                                                                        |                                                                                        |                                                                                        |                                                                                        |  |  |                                                                                              |                                                                                              |                                                                                              |                                                                                              |                                                                                              |                                                                                              |  |  | | | | | | |  |  |                                                              |                                                              |                                                              |                                                              |                                                              |                                                              |  |  |  |  |  |  |  |  |  |  |  |  |  |  |  |  |  |  |  |  |  |  |
| | | | | | |  |  |                                                                                                   |                                                                                                   |                                                                                                   |                                                                                                   |                                                                                                   |                                                                                                   |  |  |                                                                                             |                                                                                             |                                                                                             |                                                                                             |                                                                                             |                                                                                             |  |  | Francisco Diego de Zúñiga Sotomayor, VII duque de Béjar, VIII marqués de Gibraleón (1596-1636)                                             |                                                                                        |                                                                                        |                                                                                        |                                                                                        |                                                                                        |  |  |                                                                                              |                                                                                              |                                                                                              |                                                                                              |                                                                                              |                                                                                              |  |  | | | | | | |  |  |                                                              |                                                              |                                                              |                                                              |                                                              |                                                              |  |  |  |  |  |  |  |  |  |  |  |  |  |  |  |  |  |  |  |  |  |  |
| | | | | | |  |  |                                                                                                   |                                                                                                   |                                                                                                   |                                                                                                   |                                                                                                   |                                                                                                   |  |  |                                                                                             |                                                                                             |                                                                                             |                                                                                             |                                                                                             |                                                                                             |  |  | |                                                                                        |                                                                                        |                                                                                        |                                                                                        |                                                                                        |  |  |                                                                                              |                                                                                              |                                                                                              |                                                                                              |                                                                                              |                                                                                              |  |  | | | | | | |  |  |                                                              |                                                              |                                                              |                                                              |                                                              |                                                              |  |  |  |  |  |  |  |  |  |  |  |  |  |  |  |  |  |  |  |  |  |  |
| | | | | | |  |  |                                                                                                   |                                                                                                   |                                                                                                   |                                                                                                   |                                                                                                   |                                                                                                   |  |  |                                                                                             |                                                                                             |                                                                                             |                                                                                             |                                                                                             |                                                                                             |  |  | |                                                                                        |                                                                                        |                                                                                        |                                                                                        |                                                                                        |  |  |                                                                                              |                                                                                              |                                                                                              |                                                                                              |                                                                                              |                                                                                              |  |  | | | | | | |  |  |                                                              |                                                              |                                                              |                                                              |                                                              |                                                              |  |  |  |  |  |  |  |  |  |  |  |  |  |  |  |  |  |  |  |  |  |  |
| | | | | | |  |  |                                                                                                   |                                                                                                   |                                                                                                   |                                                                                                   |                                                                                                   |                                                                                                   |  |  | Alfonso Diego de Zúñiga Sotomayor, VIII duque de Béjar, IX marqués de Gibraleón (1621-1660) | Alfonso Diego de Zúñiga Sotomayor, VIII duque de Béjar, IX marqués de Gibraleón (1621-1660) | Alfonso Diego de Zúñiga Sotomayor, VIII duque de Béjar, IX marqués de Gibraleón (1621-1660) | Alfonso Diego de Zúñiga Sotomayor, VIII duque de Béjar, IX marqués de Gibraleón (1621-1660) | Alfonso Diego de Zúñiga Sotomayor, VIII duque de Béjar, IX marqués de Gibraleón (1621-1660) | Alfonso Diego de Zúñiga Sotomayor, VIII duque de Béjar, IX marqués de Gibraleón (1621-1660) |  |  | Juan Manuel de Zúñiga Sotomayor, IX duque de Béjar, X marqués de Gibraleón (1622-1660)                                                     | Juan Manuel de Zúñiga Sotomayor, IX duque de Béjar, X marqués de Gibraleón (1622-1660) | Juan Manuel de Zúñiga Sotomayor, IX duque de Béjar, X marqués de Gibraleón (1622-1660) | Juan Manuel de Zúñiga Sotomayor, IX duque de Béjar, X marqués de Gibraleón (1622-1660) | Juan Manuel de Zúñiga Sotomayor, IX duque de Béjar, X marqués de Gibraleón (1622-1660) | Juan Manuel de Zúñiga Sotomayor, IX duque de Béjar, X marqués de Gibraleón (1622-1660) |  |  |                                                                                              |                                                                                              |                                                                                              |                                                                                              |                                                                                              |                                                                                              |  |  | | | | | | |  |  |                                                              |                                                              |                                                              |                                                              |                                                              |                                                              |  |  |  |  |  |  |  |  |  |  |  |  |  |  |  |  |  |  |  |  |  |  |
| | | | | | |  |  |                                                                                                   |                                                                                                   |                                                                                                   |                                                                                                   |                                                                                                   |                                                                                                   |  |  | Alfonso Diego de Zúñiga Sotomayor, VIII duque de Béjar, IX marqués de Gibraleón (1621-1660) | Alfonso Diego de Zúñiga Sotomayor, VIII duque de Béjar, IX marqués de Gibraleón (1621-1660) | Alfonso Diego de Zúñiga Sotomayor, VIII duque de Béjar, IX marqués de Gibraleón (1621-1660) | Alfonso Diego de Zúñiga Sotomayor, VIII duque de Béjar, IX marqués de Gibraleón (1621-1660) | Alfonso Diego de Zúñiga Sotomayor, VIII duque de Béjar, IX marqués de Gibraleón (1621-1660) | Alfonso Diego de Zúñiga Sotomayor, VIII duque de Béjar, IX marqués de Gibraleón (1621-1660) |  |  | Juan Manuel de Zúñiga Sotomayor, IX duque de Béjar, X marqués de Gibraleón (1622-1660)                                                     | Juan Manuel de Zúñiga Sotomayor, IX duque de Béjar, X marqués de Gibraleón (1622-1660) | Juan Manuel de Zúñiga Sotomayor, IX duque de Béjar, X marqués de Gibraleón (1622-1660) | Juan Manuel de Zúñiga Sotomayor, IX duque de Béjar, X marqués de Gibraleón (1622-1660) | Juan Manuel de Zúñiga Sotomayor, IX duque de Béjar, X marqués de Gibraleón (1622-1660) | Juan Manuel de Zúñiga Sotomayor, IX duque de Béjar, X marqués de Gibraleón (1622-1660) |  |  |                                                                                              |                                                                                              |                                                                                              |                                                                                              |                                                                                              |                                                                                              |  |  | | | | | | |  |  |                                                              |                                                              |                                                              |                                                              |                                                              |                                                              |  |  |  |  |  |  |  |  |  |  |  |  |  |  |  |  |  |  |  |  |  |  |
| | | | | | |  |  |                                                                                                   |                                                                                                   |                                                                                                   |                                                                                                   |                                                                                                   |                                                                                                   |  |  |                                                                                             |                                                                                             |                                                                                             |                                                                                             |                                                                                             |                                                                                             |  |  | |                                                                                        |                                                                                        |                                                                                        |                                                                                        |                                                                                        |  |  |                                                                                              |                                                                                              |                                                                                              |                                                                                              |                                                                                              |                                                                                              |  |  | | | | | | |  |  |                                                              |                                                              |                                                              |                                                              |                                                              |                                                              |  |  |  |  |  |  |  |  |  |  |  |  |  |  |  |  |  |  |  |  |  |  |
| | | | | | |  |  |                                                                                                   |                                                                                                   |                                                                                                   |                                                                                                   |                                                                                                   |                                                                                                   |  |  |                                                                                             |                                                                                             |                                                                                             |                                                                                             |                                                                                             |                                                                                             |  |  | Manuela de Zúñiga Sotomayor, condesa duquesa de Benavente                                                                                  | Manuela de Zúñiga Sotomayor, condesa duquesa de Benavente                              | Manuela de Zúñiga Sotomayor, condesa duquesa de Benavente                              | Manuela de Zúñiga Sotomayor, condesa duquesa de Benavente                              | Manuela de Zúñiga Sotomayor, condesa duquesa de Benavente                              | Manuela de Zúñiga Sotomayor, condesa duquesa de Benavente                              |  |  | Manuel Diego de Zúñiga Sotomayor, X duque de Béjar, XI marqués de Gibraleón (1657-1686)      | Manuel Diego de Zúñiga Sotomayor, X duque de Béjar, XI marqués de Gibraleón (1657-1686)      | Manuel Diego de Zúñiga Sotomayor, X duque de Béjar, XI marqués de Gibraleón (1657-1686)      | Manuel Diego de Zúñiga Sotomayor, X duque de Béjar, XI marqués de Gibraleón (1657-1686)      | Manuel Diego de Zúñiga Sotomayor, X duque de Béjar, XI marqués de Gibraleón (1657-1686)      | Manuel Diego de Zúñiga Sotomayor, X duque de Béjar, XI marqués de Gibraleón (1657-1686)      |  |  | | | | | | |  |  |                                                              |                                                              |                                                              |                                                              |                                                              |                                                              |  |  |  |  |  |  |  |  |  |  |  |  |  |  |  |  |  |  |  |  |  |  |
| | | | | | |  |  |                                                                                                   |                                                                                                   |                                                                                                   |                                                                                                   |                                                                                                   |                                                                                                   |  |  |                                                                                             |                                                                                             |                                                                                             |                                                                                             |                                                                                             |                                                                                             |  |  | Manuela de Zúñiga Sotomayor, condesa duquesa de Benavente                                                                                  | Manuela de Zúñiga Sotomayor, condesa duquesa de Benavente                              | Manuela de Zúñiga Sotomayor, condesa duquesa de Benavente                              | Manuela de Zúñiga Sotomayor, condesa duquesa de Benavente                              | Manuela de Zúñiga Sotomayor, condesa duquesa de Benavente                              | Manuela de Zúñiga Sotomayor, condesa duquesa de Benavente                              |  |  | Manuel Diego de Zúñiga Sotomayor, X duque de Béjar, XI marqués de Gibraleón (1657-1686)      | Manuel Diego de Zúñiga Sotomayor, X duque de Béjar, XI marqués de Gibraleón (1657-1686)      | Manuel Diego de Zúñiga Sotomayor, X duque de Béjar, XI marqués de Gibraleón (1657-1686)      | Manuel Diego de Zúñiga Sotomayor, X duque de Béjar, XI marqués de Gibraleón (1657-1686)      | Manuel Diego de Zúñiga Sotomayor, X duque de Béjar, XI marqués de Gibraleón (1657-1686)      | Manuel Diego de Zúñiga Sotomayor, X duque de Béjar, XI marqués de Gibraleón (1657-1686)      |  |  | | | | | | |  |  |                                                              |                                                              |                                                              |                                                              |                                                              |                                                              |  |  |  |  |  |  |  |  |  |  |  |  |  |  |  |  |  |  |  |  |  |  |
| | | | | | |  |  |                                                                                                   |                                                                                                   |                                                                                                   |                                                                                                   |                                                                                                   |                                                                                                   |  |  |                                                                                             |                                                                                             |                                                                                             |                                                                                             |                                                                                             |                                                                                             |  |  | Antonio Francisco Pimentel, XIII conde X duque de Benavente († 1743)                                                                       | Antonio Francisco Pimentel, XIII conde X duque de Benavente († 1743)                   | Antonio Francisco Pimentel, XIII conde X duque de Benavente († 1743)                   | Antonio Francisco Pimentel, XIII conde X duque de Benavente († 1743)                   | Antonio Francisco Pimentel, XIII conde X duque de Benavente († 1743)                   | Antonio Francisco Pimentel, XIII conde X duque de Benavente († 1743)                   |  |  | Juan Manuel de Zúñiga Sotomayor, XI duque de Béjar, XII marqués de Gibraleón (1680-1647)     | Juan Manuel de Zúñiga Sotomayor, XI duque de Béjar, XII marqués de Gibraleón (1680-1647)     | Juan Manuel de Zúñiga Sotomayor, XI duque de Béjar, XII marqués de Gibraleón (1680-1647)     | Juan Manuel de Zúñiga Sotomayor, XI duque de Béjar, XII marqués de Gibraleón (1680-1647)     | Juan Manuel de Zúñiga Sotomayor, XI duque de Béjar, XII marqués de Gibraleón (1680-1647)     | Juan Manuel de Zúñiga Sotomayor, XI duque de Béjar, XII marqués de Gibraleón (1680-1647)     |  |  | | | | | | |  |  |                                                              |                                                              |                                                              |                                                              |                                                              |                                                              |  |  |  |  |  |  |  |  |  |  |  |  |  |  |  |  |  |  |  |  |  |  |
| | | | | | |  |  |                                                                                                   |                                                                                                   |                                                                                                   |                                                                                                   |                                                                                                   |                                                                                                   |  |  |                                                                                             |                                                                                             |                                                                                             |                                                                                             |                                                                                             |                                                                                             |  |  | Antonio Francisco Pimentel, XIII conde X duque de Benavente († 1743)                                                                       | Antonio Francisco Pimentel, XIII conde X duque de Benavente († 1743)                   | Antonio Francisco Pimentel, XIII conde X duque de Benavente († 1743)                   | Antonio Francisco Pimentel, XIII conde X duque de Benavente († 1743)                   | Antonio Francisco Pimentel, XIII conde X duque de Benavente († 1743)                   | Antonio Francisco Pimentel, XIII conde X duque de Benavente († 1743)                   |  |  | Juan Manuel de Zúñiga Sotomayor, XI duque de Béjar, XII marqués de Gibraleón (1680-1647)     | Juan Manuel de Zúñiga Sotomayor, XI duque de Béjar, XII marqués de Gibraleón (1680-1647)     | Juan Manuel de Zúñiga Sotomayor, XI duque de Béjar, XII marqués de Gibraleón (1680-1647)     | Juan Manuel de Zúñiga Sotomayor, XI duque de Béjar, XII marqués de Gibraleón (1680-1647)     | Juan Manuel de Zúñiga Sotomayor, XI duque de Béjar, XII marqués de Gibraleón (1680-1647)     | Juan Manuel de Zúñiga Sotomayor, XI duque de Béjar, XII marqués de Gibraleón (1680-1647)     |  |  | | | | | | |  |  |                                                              |                                                              |                                                              |                                                              |                                                              |                                                              |  |  |  |  |  |  |  |  |  |  |  |  |  |  |  |  |  |  |  |  |  |  |
| | | | | | |  |  |                                                                                                   |                                                                                                   |                                                                                                   |                                                                                                   |                                                                                                   |                                                                                                   |  |  |                                                                                             |                                                                                             |                                                                                             |                                                                                             |                                                                                             |                                                                                             |  |  | Francisco Alfonso Pimentel, XIV conde XI duque de Benavente (1707-1763)                                                                    | Francisco Alfonso Pimentel, XIV conde XI duque de Benavente (1707-1763)                | Francisco Alfonso Pimentel, XIV conde XI duque de Benavente (1707-1763)                | Francisco Alfonso Pimentel, XIV conde XI duque de Benavente (1707-1763)                | Francisco Alfonso Pimentel, XIV conde XI duque de Benavente (1707-1763)                | Francisco Alfonso Pimentel, XIV conde XI duque de Benavente (1707-1763)                |  |  | Joaquín Diego de Zúñiga Sotomayor, XII duque de Béjar, XIII marqués de Gibraleón (1715-1777) | Joaquín Diego de Zúñiga Sotomayor, XII duque de Béjar, XIII marqués de Gibraleón (1715-1777) | Joaquín Diego de Zúñiga Sotomayor, XII duque de Béjar, XIII marqués de Gibraleón (1715-1777) | Joaquín Diego de Zúñiga Sotomayor, XII duque de Béjar, XIII marqués de Gibraleón (1715-1777) | Joaquín Diego de Zúñiga Sotomayor, XII duque de Béjar, XIII marqués de Gibraleón (1715-1777) | Joaquín Diego de Zúñiga Sotomayor, XII duque de Béjar, XIII marqués de Gibraleón (1715-1777) |  |  | | | | | | |  |  |                                                              |                                                              |                                                              |                                                              |                                                              |                                                              |  |  |  |  |  |  |  |  |  |  |  |  |  |  |  |  |  |  |  |  |  |  |
| | | | | | |  |  |                                                                                                   |                                                                                                   |                                                                                                   |                                                                                                   |                                                                                                   |                                                                                                   |  |  |                                                                                             |                                                                                             |                                                                                             |                                                                                             |                                                                                             |                                                                                             |  |  | Francisco Alfonso Pimentel, XIV conde XI duque de Benavente (1707-1763)                                                                    | Francisco Alfonso Pimentel, XIV conde XI duque de Benavente (1707-1763)                | Francisco Alfonso Pimentel, XIV conde XI duque de Benavente (1707-1763)                | Francisco Alfonso Pimentel, XIV conde XI duque de Benavente (1707-1763)                | Francisco Alfonso Pimentel, XIV conde XI duque de Benavente (1707-1763)                | Francisco Alfonso Pimentel, XIV conde XI duque de Benavente (1707-1763)                |  |  | Joaquín Diego de Zúñiga Sotomayor, XII duque de Béjar, XIII marqués de Gibraleón (1715-1777) | Joaquín Diego de Zúñiga Sotomayor, XII duque de Béjar, XIII marqués de Gibraleón (1715-1777) | Joaquín Diego de Zúñiga Sotomayor, XII duque de Béjar, XIII marqués de Gibraleón (1715-1777) | Joaquín Diego de Zúñiga Sotomayor, XII duque de Béjar, XIII marqués de Gibraleón (1715-1777) | Joaquín Diego de Zúñiga Sotomayor, XII duque de Béjar, XIII marqués de Gibraleón (1715-1777) | Joaquín Diego de Zúñiga Sotomayor, XII duque de Béjar, XIII marqués de Gibraleón (1715-1777) |  |  | | | | | | |  |  |                                                              |                                                              |                                                              |                                                              |                                                              |                                                              |  |  |  |  |  |  |  |  |  |  |  |  |  |  |  |  |  |  |  |  |  |  |
| | | | | | |  |  |                                                                                                   |                                                                                                   |                                                                                                   |                                                                                                   |                                                                                                   |                                                                                                   |  |  |                                                                                             |                                                                                             |                                                                                             |                                                                                             |                                                                                             |                                                                                             |  |  | María Josefa Pimentel, duquesa de Osuna, XV condesa XII duquesa de Benavente, XIII duquesa de Béjar, XIV marquesa de Gibraleón (1752-1834) |                                                                                        |                                                                                        |                                                                                        |                                                                                        |                                                                                        |  |  |                                                                                              |                                                                                              |                                                                                              |                                                                                              |                                                                                              |                                                                                              |  |  | | | | | | |  |  |                                                              |                                                              |                                                              |                                                              |                                                              |                                                              |  |  |  |  |  |  |  |  |  |  |  |  |  |  |  |  |  |  |  |  |  |  |
| | | | | | |  |  |                                                                                                   |                                                                                                   |                                                                                                   |                                                                                                   |                                                                                                   |                                                                                                   |  |  |                                                                                             |                                                                                             |                                                                                             |                                                                                             |                                                                                             |                                                                                             |  |  | |                                                                                        |                                                                                        |                                                                                        |                                                                                        |                                                                                        |  |  |                                                                                              |                                                                                              |                                                                                              |                                                                                              |                                                                                              |                                                                                              |  |  | | | | | | |  |  |                                                              |                                                              |                                                              |                                                              |                                                              |                                                              |  |  |  |  |  |  |  |  |  |  |  |  |  |  |  |  |  |  |  |  |  |  |
| | | | | | |  |  |                                                                                                   |                                                                                                   |                                                                                                   |                                                                                                   |                                                                                                   |                                                                                                   |  |  |                                                                                             |                                                                                             |                                                                                             |                                                                                             |                                                                                             |                                                                                             |  |  | |                                                                                        |                                                                                        |                                                                                        |                                                                                        |                                                                                        |  |  |                                                                                              |                                                                                              |                                                                                              |                                                                                              |                                                                                              |                                                                                              |  |  | | | | | | |  |  |                                                              |                                                              |                                                              |                                                              |                                                              |                                                              |  |  |  |  |  |  |  |  |  |  |  |  |  |  |  |  |  |  |  |  |  |  |
| | | | | | |  |  | Francisco de Borja Téllez-Girón, X duque de Osuna (1785-1820)                                     | Francisco de Borja Téllez-Girón, X duque de Osuna (1785-1820)                                     | Francisco de Borja Téllez-Girón, X duque de Osuna (1785-1820)                                     | Francisco de Borja Téllez-Girón, X duque de Osuna (1785-1820)                                     | Francisco de Borja Téllez-Girón, X duque de Osuna (1785-1820)                                     | Francisco de Borja Téllez-Girón, X duque de Osuna (1785-1820)                                     |  |  |                                                                                             |                                                                                             |                                                                                             |                                                                                             |                                                                                             |                                                                                             |  |  | Pedro de Alcántara Téllez-Girón, II príncipe de Anglona (1786-1851)                                                                        | Pedro de Alcántara Téllez-Girón, II príncipe de Anglona (1786-1851)                    | Pedro de Alcántara Téllez-Girón, II príncipe de Anglona (1786-1851)                    | Pedro de Alcántara Téllez-Girón, II príncipe de Anglona (1786-1851)                    | Pedro de Alcántara Téllez-Girón, II príncipe de Anglona (1786-1851)                    | Pedro de Alcántara Téllez-Girón, II príncipe de Anglona (1786-1851)                    |  |  |                                                                                              |                                                                                              |                                                                                              |                                                                                              |                                                                                              |                                                                                              |  |  | | | | | | |  |  |                                                              |                                                              |                                                              |                                                              |                                                              |                                                              |  |  |  |  |  |  |  |  |  |  |  |  |  |  |  |  |  |  |  |  |  |  |
| | | | | | |  |  | Francisco de Borja Téllez-Girón, X duque de Osuna (1785-1820)                                     | Francisco de Borja Téllez-Girón, X duque de Osuna (1785-1820)                                     | Francisco de Borja Téllez-Girón, X duque de Osuna (1785-1820)                                     | Francisco de Borja Téllez-Girón, X duque de Osuna (1785-1820)                                     | Francisco de Borja Téllez-Girón, X duque de Osuna (1785-1820)                                     | Francisco de Borja Téllez-Girón, X duque de Osuna (1785-1820)                                     |  |  |                                                                                             |                                                                                             |                                                                                             |                                                                                             |                                                                                             |                                                                                             |  |  | Pedro de Alcántara Téllez-Girón, II príncipe de Anglona (1786-1851)                                                                        | Pedro de Alcántara Téllez-Girón, II príncipe de Anglona (1786-1851)                    | Pedro de Alcántara Téllez-Girón, II príncipe de Anglona (1786-1851)                    | Pedro de Alcántara Téllez-Girón, II príncipe de Anglona (1786-1851)                    | Pedro de Alcántara Téllez-Girón, II príncipe de Anglona (1786-1851)                    | Pedro de Alcántara Téllez-Girón, II príncipe de Anglona (1786-1851)                    |  |  |                                                                                              |                                                                                              |                                                                                              |                                                                                              |                                                                                              |                                                                                              |  |  | | | | | | |  |  |                                                              |                                                              |                                                              |                                                              |                                                              |                                                              |  |  |  |  |  |  |  |  |  |  |  |  |  |  |  |  |  |  |  |  |  |  |
| | | | | | |  |  |                                                                                                   |                                                                                                   |                                                                                                   |                                                                                                   |                                                                                                   |                                                                                                   |  |  |                                                                                             |                                                                                             |                                                                                             |                                                                                             |                                                                                             |                                                                                             |  |  | |                                                                                        |                                                                                        |                                                                                        |                                                                                        |                                                                                        |  |  |                                                                                              |                                                                                              |                                                                                              |                                                                                              |                                                                                              |                                                                                              |  |  | | | | | | |  |  |                                                              |                                                              |                                                              |                                                              |                                                              |                                                              |  |  |  |  |  |  |  |  |  |  |  |  |  |  |  |  |  |  |  |  |  |  |
| Pedro de Alcántara Téllez-Girón, XI duque de Osuna, XIV duque de Béjar, XV marqués de Gibraleón (1810-1844) | Pedro de Alcántara Téllez-Girón, XI duque de Osuna, XIV duque de Béjar, XV marqués de Gibraleón (1810-1844) | Pedro de Alcántara Téllez-Girón, XI duque de Osuna, XIV duque de Béjar, XV marqués de Gibraleón (1810-1844) | Pedro de Alcántara Téllez-Girón, XI duque de Osuna, XIV duque de Béjar, XV marqués de Gibraleón (1810-1844) | Pedro de Alcántara Téllez-Girón, XI duque de Osuna, XIV duque de Béjar, XV marqués de Gibraleón (1810-1844) | Pedro de Alcántara Téllez-Girón, XI duque de Osuna, XIV duque de Béjar, XV marqués de Gibraleón (1810-1844) |  |  | Mariano Téllez-Girón, XII duque de Osuna, XV duque de Béjar, XVI marqués de Gibraleón (1814-1882) | Mariano Téllez-Girón, XII duque de Osuna, XV duque de Béjar, XVI marqués de Gibraleón (1814-1882) | Mariano Téllez-Girón, XII duque de Osuna, XV duque de Béjar, XVI marqués de Gibraleón (1814-1882) | Mariano Téllez-Girón, XII duque de Osuna, XV duque de Béjar, XVI marqués de Gibraleón (1814-1882) | Mariano Téllez-Girón, XII duque de Osuna, XV duque de Béjar, XVI marqués de Gibraleón (1814-1882) | Mariano Téllez-Girón, XII duque de Osuna, XV duque de Béjar, XVI marqués de Gibraleón (1814-1882) |  |  | Pedro de Alcántara Téllez-Girón, XIII duque de Osuna (1812-1900)                            | Pedro de Alcántara Téllez-Girón, XIII duque de Osuna (1812-1900)                            | Pedro de Alcántara Téllez-Girón, XIII duque de Osuna (1812-1900)                            | Pedro de Alcántara Téllez-Girón, XIII duque de Osuna (1812-1900)                            | Pedro de Alcántara Téllez-Girón, XIII duque de Osuna (1812-1900)                            | Pedro de Alcántara Téllez-Girón, XIII duque de Osuna (1812-1900)                            |  |  | Tirso María Téllez-Girón, duque de Uceda (1817-1871)                                                                                       | Tirso María Téllez-Girón, duque de Uceda (1817-1871)                                   | Tirso María Téllez-Girón, duque de Uceda (1817-1871)                                   | Tirso María Téllez-Girón, duque de Uceda (1817-1871)                                   | Tirso María Téllez-Girón, duque de Uceda (1817-1871)                                   | Tirso María Téllez-Girón, duque de Uceda (1817-1871)                                   |  |  |                                                                                              |                                                                                              |                                                                                              |                                                                                              |                                                                                              |                                                                                              |  |  | | | | | | |  |  |                                                              |                                                              |                                                              |                                                              |                                                              |                                                              |  |  |  |  |  |  |  |  |  |  |  |  |  |  |  |  |  |  |  |  |  |  |
| Pedro de Alcántara Téllez-Girón, XI duque de Osuna, XIV duque de Béjar, XV marqués de Gibraleón (1810-1844) | Pedro de Alcántara Téllez-Girón, XI duque de Osuna, XIV duque de Béjar, XV marqués de Gibraleón (1810-1844) | Pedro de Alcántara Téllez-Girón, XI duque de Osuna, XIV duque de Béjar, XV marqués de Gibraleón (1810-1844) | Pedro de Alcántara Téllez-Girón, XI duque de Osuna, XIV duque de Béjar, XV marqués de Gibraleón (1810-1844) | Pedro de Alcántara Téllez-Girón, XI duque de Osuna, XIV duque de Béjar, XV marqués de Gibraleón (1810-1844) | Pedro de Alcántara Téllez-Girón, XI duque de Osuna, XIV duque de Béjar, XV marqués de Gibraleón (1810-1844) |  |  | Mariano Téllez-Girón, XII duque de Osuna, XV duque de Béjar, XVI marqués de Gibraleón (1814-1882) | Mariano Téllez-Girón, XII duque de Osuna, XV duque de Béjar, XVI marqués de Gibraleón (1814-1882) | Mariano Téllez-Girón, XII duque de Osuna, XV duque de Béjar, XVI marqués de Gibraleón (1814-1882) | Mariano Téllez-Girón, XII duque de Osuna, XV duque de Béjar, XVI marqués de Gibraleón (1814-1882) | Mariano Téllez-Girón, XII duque de Osuna, XV duque de Béjar, XVI marqués de Gibraleón (1814-1882) | Mariano Téllez-Girón, XII duque de Osuna, XV duque de Béjar, XVI marqués de Gibraleón (1814-1882) |  |  | Pedro de Alcántara Téllez-Girón, XIII duque de Osuna (1812-1900)                            | Pedro de Alcántara Téllez-Girón, XIII duque de Osuna (1812-1900)                            | Pedro de Alcántara Téllez-Girón, XIII duque de Osuna (1812-1900)                            | Pedro de Alcántara Téllez-Girón, XIII duque de Osuna (1812-1900)                            | Pedro de Alcántara Téllez-Girón, XIII duque de Osuna (1812-1900)                            | Pedro de Alcántara Téllez-Girón, XIII duque de Osuna (1812-1900)                            |  |  | Tirso María Téllez-Girón, duque de Uceda (1817-1871)                                                                                       | Tirso María Téllez-Girón, duque de Uceda (1817-1871)                                   | Tirso María Téllez-Girón, duque de Uceda (1817-1871)                                   | Tirso María Téllez-Girón, duque de Uceda (1817-1871)                                   | Tirso María Téllez-Girón, duque de Uceda (1817-1871)                                   | Tirso María Téllez-Girón, duque de Uceda (1817-1871)                                   |  |  |                                                                                              |                                                                                              |                                                                                              |                                                                                              |                                                                                              |                                                                                              |  |  | | | | | | |  |  |                                                              |                                                              |                                                              |                                                              |                                                              |                                                              |  |  |  |  |  |  |  |  |  |  |  |  |  |  |  |  |  |  |  |  |  |  |
| | | | | | |  |  |                                                                                                   |                                                                                                   |                                                                                                   |                                                                                                   |                                                                                                   |                                                                                                   |  |  |                                                                                             |                                                                                             |                                                                                             |                                                                                             |                                                                                             |                                                                                             |  |  | |                                                                                        |                                                                                        |                                                                                        |                                                                                        |                                                                                        |  |  |                                                                                              |                                                                                              |                                                                                              |                                                                                              |                                                                                              |                                                                                              |  |  | | | | | | |  |  |                                                              |                                                              |                                                              |                                                              |                                                              |                                                              |  |  |  |  |  |  |  |  |  |  |  |  |  |  |  |  |  |  |  |  |  |  |
| | | | | | |  |  |                                                                                                   |                                                                                                   |                                                                                                   |                                                                                                   |                                                                                                   |                                                                                                   |  |  |                                                                                             |                                                                                             |                                                                                             |                                                                                             |                                                                                             |                                                                                             |  |  | Francisco de Borja Téllez-Girón, XI duque de Uceda (1839-1897)                                                                             | Francisco de Borja Téllez-Girón, XI duque de Uceda (1839-1897)                         | Francisco de Borja Téllez-Girón, XI duque de Uceda (1839-1897)                         | Francisco de Borja Téllez-Girón, XI duque de Uceda (1839-1897)                         | Francisco de Borja Téllez-Girón, XI duque de Uceda (1839-1897)                         | Francisco de Borja Téllez-Girón, XI duque de Uceda (1839-1897)                         |  |  | María del Rosario Téllez-Girón, XVI duquesa de Béjar, XVII marquesa de Gibraleón (1840-1896) | María del Rosario Téllez-Girón, XVI duquesa de Béjar, XVII marquesa de Gibraleón (1840-1896) | María del Rosario Téllez-Girón, XVI duquesa de Béjar, XVII marquesa de Gibraleón (1840-1896) | María del Rosario Téllez-Girón, XVI duquesa de Béjar, XVII marquesa de Gibraleón (1840-1896) | María del Rosario Téllez-Girón, XVI duquesa de Béjar, XVII marquesa de Gibraleón (1840-1896) | María del Rosario Téllez-Girón, XVI duquesa de Béjar, XVII marquesa de Gibraleón (1840-1896) |  |  | | | | | | |  |  |                                                              |                                                              |                                                              |                                                              |                                                              |                                                              |  |  |  |  |  |  |  |  |  |  |  |  |  |  |  |  |  |  |  |  |  |  |
| | | | | | |  |  |                                                                                                   |                                                                                                   |                                                                                                   |                                                                                                   |                                                                                                   |                                                                                                   |  |  |                                                                                             |                                                                                             |                                                                                             |                                                                                             |                                                                                             |                                                                                             |  |  | Francisco de Borja Téllez-Girón, XI duque de Uceda (1839-1897)                                                                             | Francisco de Borja Téllez-Girón, XI duque de Uceda (1839-1897)                         | Francisco de Borja Téllez-Girón, XI duque de Uceda (1839-1897)                         | Francisco de Borja Téllez-Girón, XI duque de Uceda (1839-1897)                         | Francisco de Borja Téllez-Girón, XI duque de Uceda (1839-1897)                         | Francisco de Borja Téllez-Girón, XI duque de Uceda (1839-1897)                         |  |  | María del Rosario Téllez-Girón, XVI duquesa de Béjar, XVII marquesa de Gibraleón (1840-1896) | María del Rosario Téllez-Girón, XVI duquesa de Béjar, XVII marquesa de Gibraleón (1840-1896) | María del Rosario Téllez-Girón, XVI duquesa de Béjar, XVII marquesa de Gibraleón (1840-1896) | María del Rosario Téllez-Girón, XVI duquesa de Béjar, XVII marquesa de Gibraleón (1840-1896) | María del Rosario Téllez-Girón, XVI duquesa de Béjar, XVII marquesa de Gibraleón (1840-1896) | María del Rosario Téllez-Girón, XVI duquesa de Béjar, XVII marquesa de Gibraleón (1840-1896) |  |  | | | | | | |  |  |                                                              |                                                              |                                                              |                                                              |                                                              |                                                              |  |  |  |  |  |  |  |  |  |  |  |  |  |  |  |  |  |  |  |  |  |  |
| | | | | | |  |  |                                                                                                   |                                                                                                   |                                                                                                   |                                                                                                   |                                                                                                   |                                                                                                   |  |  |                                                                                             |                                                                                             |                                                                                             |                                                                                             |                                                                                             |                                                                                             |  |  | |                                                                                        |                                                                                        |                                                                                        |                                                                                        |                                                                                        |  |  |                                                                                              |                                                                                              |                                                                                              |                                                                                              |                                                                                              |                                                                                              |  |  | | | | | | |  |  |                                                              |                                                              |                                                              |                                                              |                                                              |                                                              |  |  |  |  |  |  |  |  |  |  |  |  |  |  |  |  |  |  |  |  |  |  |
| | | | | | |  |  |                                                                                                   |                                                                                                   |                                                                                                   |                                                                                                   |                                                                                                   |                                                                                                   |  |  | Luis María Téllez-Girón, XIV duque de Osuna (1870-1909)                                     | Luis María Téllez-Girón, XIV duque de Osuna (1870-1909)                                     | Luis María Téllez-Girón, XIV duque de Osuna (1870-1909)                                     | Luis María Téllez-Girón, XIV duque de Osuna (1870-1909)                                     | Luis María Téllez-Girón, XIV duque de Osuna (1870-1909)                                     | Luis María Téllez-Girón, XIV duque de Osuna (1870-1909)                                     |  |  | Mariano Téllez-Girón, XV duque de Osuna (1887-1931) Con sucesión en la casa de Osuna.                                                      | Mariano Téllez-Girón, XV duque de Osuna (1887-1931) Con sucesión en la casa de Osuna.  | Mariano Téllez-Girón, XV duque de Osuna (1887-1931) Con sucesión en la casa de Osuna.  | Mariano Téllez-Girón, XV duque de Osuna (1887-1931) Con sucesión en la casa de Osuna.  | Mariano Téllez-Girón, XV duque de Osuna (1887-1931) Con sucesión en la casa de Osuna.  | Mariano Téllez-Girón, XV duque de Osuna (1887-1931) Con sucesión en la casa de Osuna.  |  |  | Jaime Roca de Togores, XVII duque de Béjar, XVIII marqués de Gibraleón (1862-1921)           | Jaime Roca de Togores, XVII duque de Béjar, XVIII marqués de Gibraleón (1862-1921)           | Jaime Roca de Togores, XVII duque de Béjar, XVIII marqués de Gibraleón (1862-1921)           | Jaime Roca de Togores, XVII duque de Béjar, XVIII marqués de Gibraleón (1862-1921)           | Jaime Roca de Togores, XVII duque de Béjar, XVIII marqués de Gibraleón (1862-1921)           | Jaime Roca de Togores, XVII duque de Béjar, XVIII marqués de Gibraleón (1862-1921)           |  |  | Luis Roca de Togores, XVIII duque de Béjar, XIX marqués de Gibraleón (1865-1936)                        | Luis Roca de Togores, XVIII duque de Béjar, XIX marqués de Gibraleón (1865-1936)                        | Luis Roca de Togores, XVIII duque de Béjar, XIX marqués de Gibraleón (1865-1936)                        | Luis Roca de Togores, XVIII duque de Béjar, XIX marqués de Gibraleón (1865-1936)                        | Luis Roca de Togores, XVIII duque de Béjar, XIX marqués de Gibraleón (1865-1936)                        | Luis Roca de Togores, XVIII duque de Béjar, XIX marqués de Gibraleón (1865-1936)                        |  |  |                                                              |                                                              |                                                              |                                                              |                                                              |                                                              |  |  |  |  |  |  |  |  |  |  |  |  |  |  |  |  |  |  |  |  |  |  |
| | | | | | |  |  |                                                                                                   |                                                                                                   |                                                                                                   |                                                                                                   |                                                                                                   |                                                                                                   |  |  | Luis María Téllez-Girón, XIV duque de Osuna (1870-1909)                                     | Luis María Téllez-Girón, XIV duque de Osuna (1870-1909)                                     | Luis María Téllez-Girón, XIV duque de Osuna (1870-1909)                                     | Luis María Téllez-Girón, XIV duque de Osuna (1870-1909)                                     | Luis María Téllez-Girón, XIV duque de Osuna (1870-1909)                                     | Luis María Téllez-Girón, XIV duque de Osuna (1870-1909)                                     |  |  | Mariano Téllez-Girón, XV duque de Osuna (1887-1931) Con sucesión en la casa de Osuna.                                                      | Mariano Téllez-Girón, XV duque de Osuna (1887-1931) Con sucesión en la casa de Osuna.  | Mariano Téllez-Girón, XV duque de Osuna (1887-1931) Con sucesión en la casa de Osuna.  | Mariano Téllez-Girón, XV duque de Osuna (1887-1931) Con sucesión en la casa de Osuna.  | Mariano Téllez-Girón, XV duque de Osuna (1887-1931) Con sucesión en la casa de Osuna.  | Mariano Téllez-Girón, XV duque de Osuna (1887-1931) Con sucesión en la casa de Osuna.  |  |  | Jaime Roca de Togores, XVII duque de Béjar, XVIII marqués de Gibraleón (1862-1921)           | Jaime Roca de Togores, XVII duque de Béjar, XVIII marqués de Gibraleón (1862-1921)           | Jaime Roca de Togores, XVII duque de Béjar, XVIII marqués de Gibraleón (1862-1921)           | Jaime Roca de Togores, XVII duque de Béjar, XVIII marqués de Gibraleón (1862-1921)           | Jaime Roca de Togores, XVII duque de Béjar, XVIII marqués de Gibraleón (1862-1921)           | Jaime Roca de Togores, XVII duque de Béjar, XVIII marqués de Gibraleón (1862-1921)           |  |  | Luis Roca de Togores, XVIII duque de Béjar, XIX marqués de Gibraleón (1865-1936)                        | Luis Roca de Togores, XVIII duque de Béjar, XIX marqués de Gibraleón (1865-1936)                        | Luis Roca de Togores, XVIII duque de Béjar, XIX marqués de Gibraleón (1865-1936)                        | Luis Roca de Togores, XVIII duque de Béjar, XIX marqués de Gibraleón (1865-1936)                        | Luis Roca de Togores, XVIII duque de Béjar, XIX marqués de Gibraleón (1865-1936)                        | Luis Roca de Togores, XVIII duque de Béjar, XIX marqués de Gibraleón (1865-1936)                        |  |  |                                                              |                                                              |                                                              |                                                              |                                                              |                                                              |  |  |  |  |  |  |  |  |  |  |  |  |  |  |  |  |  |  |  |  |  |  |
| | | | | | |  |  |                                                                                                   |                                                                                                   |                                                                                                   |                                                                                                   |                                                                                                   |                                                                                                   |  |  |                                                                                             |                                                                                             |                                                                                             |                                                                                             |                                                                                             |                                                                                             |  |  | |                                                                                        |                                                                                        |                                                                                        |                                                                                        |                                                                                        |  |  |                                                                                              |                                                                                              |                                                                                              |                                                                                              |                                                                                              |                                                                                              |  |  | | | | | | |  |  |                                                              |                                                              |                                                              |                                                              |                                                              |                                                              |  |  |  |  |  |  |  |  |  |  |  |  |  |  |  |  |  |  |  |  |  |  |
| | | | | | |  |  |                                                                                                   |                                                                                                   |                                                                                                   |                                                                                                   |                                                                                                   |                                                                                                   |  |  |                                                                                             |                                                                                             |                                                                                             |                                                                                             |                                                                                             |                                                                                             |  |  | |                                                                                        |                                                                                        |                                                                                        |                                                                                        |                                                                                        |  |  |                                                                                              |                                                                                              |                                                                                              |                                                                                              |                                                                                              |                                                                                              |  |  | Pedro de Alcántara Roca de Togores, XIX duque de Béjar (1895-1941) Con sucesión en los duques de Béjar. | Pedro de Alcántara Roca de Togores, XIX duque de Béjar (1895-1941) Con sucesión en los duques de Béjar. | Pedro de Alcántara Roca de Togores, XIX duque de Béjar (1895-1941) Con sucesión en los duques de Béjar. | Pedro de Alcántara Roca de Togores, XIX duque de Béjar (1895-1941) Con sucesión en los duques de Béjar. | Pedro de Alcántara Roca de Togores, XIX duque de Béjar (1895-1941) Con sucesión en los duques de Béjar. | Pedro de Alcántara Roca de Togores, XIX duque de Béjar (1895-1941) Con sucesión en los duques de Béjar. |  |  | Ignacio Roca de Togores, XX marqués de Gibraleón (1909-1965) | Ignacio Roca de Togores, XX marqués de Gibraleón (1909-1965) | Ignacio Roca de Togores, XX marqués de Gibraleón (1909-1965) | Ignacio Roca de Togores, XX marqués de Gibraleón (1909-1965) | Ignacio Roca de Togores, XX marqués de Gibraleón (1909-1965) | Ignacio Roca de Togores, XX marqués de Gibraleón (1909-1965) |  |  |  |  |  |  |  |  |  |  |  |  |  |  |  |  |  |  |  |  |  |  |
| | | | | | |  |  |                                                                                                   |                                                                                                   |                                                                                                   |                                                                                                   |                                                                                                   |                                                                                                   |  |  |                                                                                             |                                                                                             |                                                                                             |                                                                                             |                                                                                             |                                                                                             |  |  | |                                                                                        |                                                                                        |                                                                                        |                                                                                        |                                                                                        |  |  |                                                                                              |                                                                                              |                                                                                              |                                                                                              |                                                                                              |                                                                                              |  |  | Pedro de Alcántara Roca de Togores, XIX duque de Béjar (1895-1941) Con sucesión en los duques de Béjar. | Pedro de Alcántara Roca de Togores, XIX duque de Béjar (1895-1941) Con sucesión en los duques de Béjar. | Pedro de Alcántara Roca de Togores, XIX duque de Béjar (1895-1941) Con sucesión en los duques de Béjar. | Pedro de Alcántara Roca de Togores, XIX duque de Béjar (1895-1941) Con sucesión en los duques de Béjar. | Pedro de Alcántara Roca de Togores, XIX duque de Béjar (1895-1941) Con sucesión en los duques de Béjar. | Pedro de Alcántara Roca de Togores, XIX duque de Béjar (1895-1941) Con sucesión en los duques de Béjar. |  |  | Ignacio Roca de Togores, XX marqués de Gibraleón (1909-1965) | Ignacio Roca de Togores, XX marqués de Gibraleón (1909-1965) | Ignacio Roca de Togores, XX marqués de Gibraleón (1909-1965) | Ignacio Roca de Togores, XX marqués de Gibraleón (1909-1965) | Ignacio Roca de Togores, XX marqués de Gibraleón (1909-1965) | Ignacio Roca de Togores, XX marqués de Gibraleón (1909-1965) |  |  |  |  |  |  |  |  |  |  |  |  |  |  |  |  |  |  |  |  |  |  |
| | | | | | |  |  |                                                                                                   |                                                                                                   |                                                                                                   |                                                                                                   |                                                                                                   |                                                                                                   |  |  |                                                                                             |                                                                                             |                                                                                             |                                                                                             |                                                                                             |                                                                                             |  |  | |                                                                                        |                                                                                        |                                                                                        |                                                                                        |                                                                                        |  |  |                                                                                              |                                                                                              |                                                                                              |                                                                                              |                                                                                              |                                                                                              |  |  | | | | | | |  |  | Luis Roca de Togores, XXI marqués de Gibraleón (1938-2008)   |                                                              |                                                              |                                                              |                                                              |                                                              |  |  |  |  |  |  |  |  |  |  |  |  |  |  |  |  |  |  |  |  |  |  |
| | | | | | |  |  |                                                                                                   |                                                                                                   |                                                                                                   |                                                                                                   |                                                                                                   |                                                                                                   |  |  |                                                                                             |                                                                                             |                                                                                             |                                                                                             |                                                                                             |                                                                                             |  |  | |                                                                                        |                                                                                        |                                                                                        |                                                                                        |                                                                                        |  |  |                                                                                              |                                                                                              |                                                                                              |                                                                                              |                                                                                              |                                                                                              |  |  | | | | | | |  |  |                                                              |                                                              |                                                              |                                                              |                                                              |                                                              |  |  |  |  |  |  |  |  |  |  |  |  |  |  |  |  |  |  |  |  |  |  |
| | | | | | |  |  |                                                                                                   |                                                                                                   |                                                                                                   |                                                                                                   |                                                                                                   |                                                                                                   |  |  |                                                                                             |                                                                                             |                                                                                             |                                                                                             |                                                                                             |                                                                                             |  |  | |                                                                                        |                                                                                        |                                                                                        |                                                                                        |                                                                                        |  |  |                                                                                              |                                                                                              |                                                                                              |                                                                                              |                                                                                              |                                                                                              |  |  | | | | | | |  |  | Ignacio Roca de Togores, XXII marqués de Gibraleón (n. 1968) |                                                              |                                                              |                                                              |                                                              |                                                              |  |  |  |  |  |  |  |  |  |  |  |  |  |  |  |  |  |  |  |  |  |  |
| | | | | | |  |  |                                                                                                   |                                                                                                   |                                                                                                   |                                                                                                   |                                                                                                   |                                                                                                   |  |  |                                                                                             |                                                                                             |                                                                                             |                                                                                             |                                                                                             |                                                                                             |  |  | |                                                                                        |                                                                                        |                                                                                        |                                                                                        |                                                                                        |  |  |                                                                                              |                                                                                              |                                                                                              |                                                                                              |                                                                                              |                                                                                              |  |  | | | | | | |  |  |                                                              |                                                              |                                                              |                                                              |                                                              |                                                              |  |  |  |  |  |  |  |  |  |  |  |  |  |  |  |  |  |  |  |  |  |  |
| | | | | | |  |  |                                                                                                   |                                                                                                   |                                                                                                   |                                                                                                   |                                                                                                   |                                                                                                   |  |  |                                                                                             |                                                                                             |                                                                                             |                                                                                             |                                                                                             |                                                                                             |  |  | |                                                                                        |                                                                                        |                                                                                        |                                                                                        |                                                                                        |  |  |                                                                                              |                                                                                              |                                                                                              |                                                                                              |                                                                                              |                                                                                              |  |  | | | | | | |  |  | Luis Felipe Roca de Togores y Rodríguez (n. 1997)            |                                                              |                                                              |                                                              |                                                              |                                                              |  |  |  |  |  |  |  |  |  |  |  |  |  |  |  |  |  |  |  |  |  |  |